# Metro de Berlín
El metro de Berlín (en alemán, U-Bahn Berlin, de Untergrundbahn, lit. "tren subterráneo") forma, junto con los trenes suburbanos (S-Bahn) y las líneas de tranvía y de autobús, la columna vertebral del transporte urbano en Berlín. Fue inaugurado en 1902, y actualmente cuenta con 175 estaciones. La red del metro de Berlín comprende nueve líneas, con un recorrido total de 148,8 kilómetros, cuya gestión corresponde al ente público Berliner Verkehrsbetriebe (BVG). BVG transportó unos 904 millones de pasajeros durante 2007, algo más de la mitad de los cuales (457,5 millones) empleó el metro, lo que equivale a 1,3 millones de pasajeros en un día laborable. Los trenes del metro recorren en tráfico regular 120,9 millones de kilómetros por vagón. El gasto de energía por vagón y kilómetro en julio de 2007 fue de 0,25 €, lo que equivale a 1,26 € por tren y kilómetro.

## Historia
La historia del metro de Berlín puede dividirse en cuatro períodos:
1. De 1902 a 1913 se pusieron en marcha progresivamente las líneas de gálibo estrecho (2,30 m, Kleinprofil, en alemán) entre Berlín, Charlottenburg, Schöneberg y Wilmersdorf.
2. Hasta 1930, se empezaron a construir las líneas de gálibo ancho (2,65 m, Großprofil, en alemán), entre las que se encontraban las primeras líneas Norte-Sur.
3. En 1953 comenzaron las ampliaciones posteriores a la Segunda Guerra Mundial.
4. A partir de 1989 se produjo la reunificación de la ciudad y, como consecuencia, de la red de metro.

### Fase inicial: 1896–1913

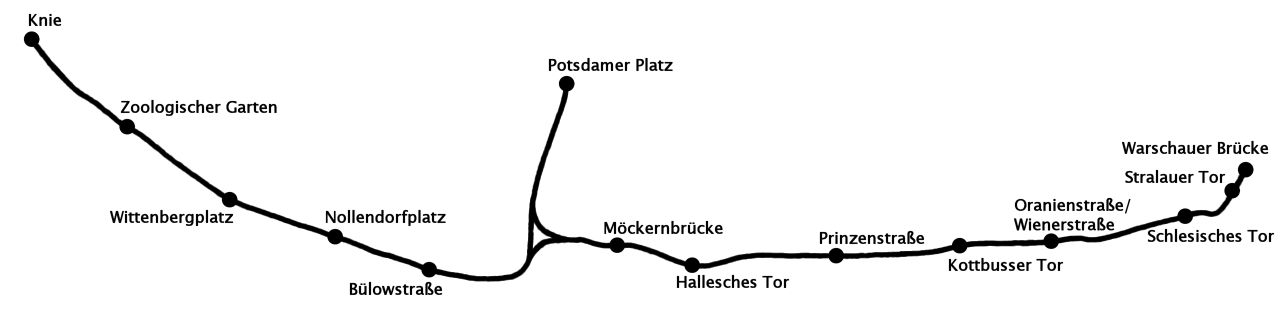
Ruta original de 1902.

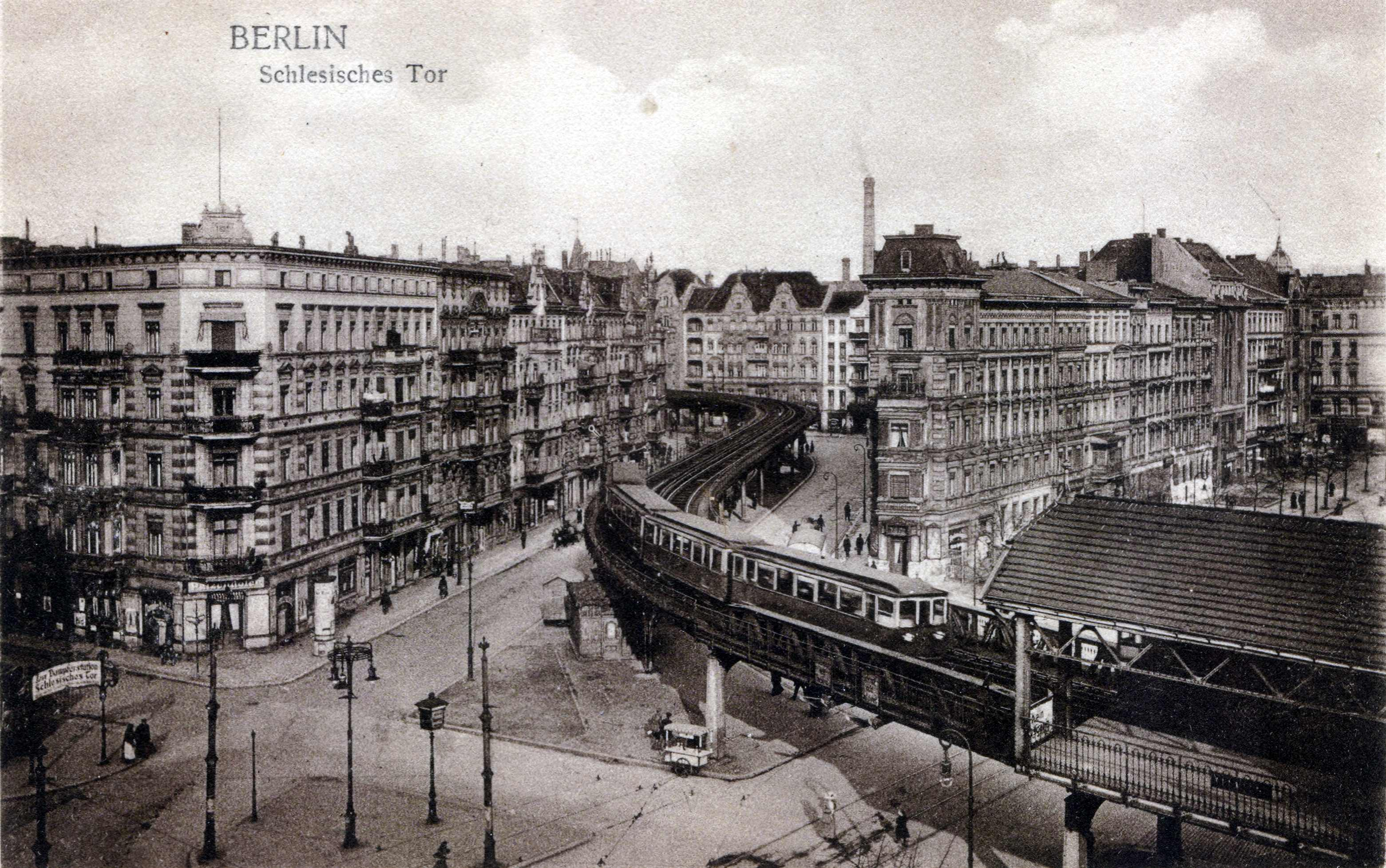
Tren en Schlesisches Tor hacia 1902.

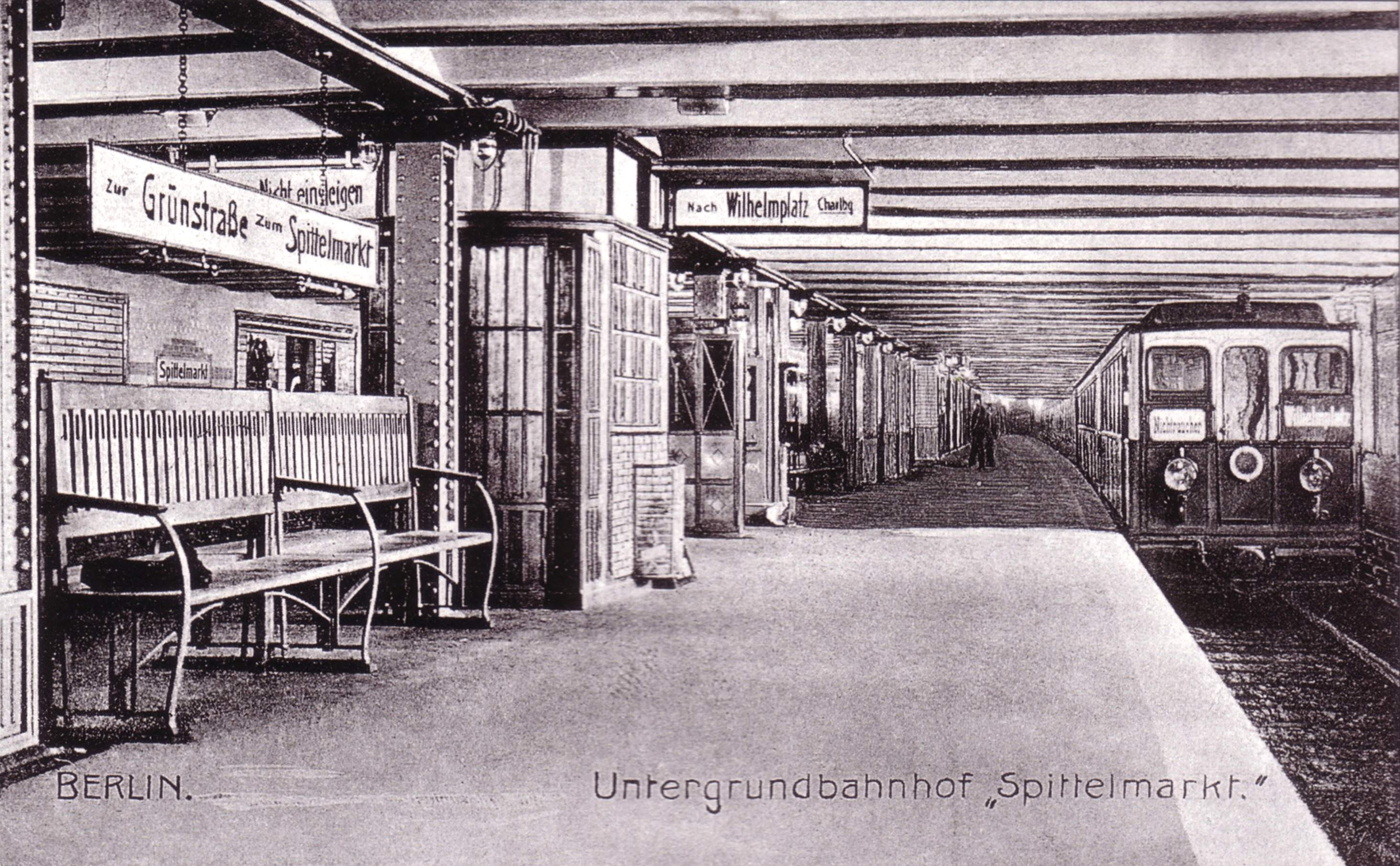
Tren en Spittelmarkt en 1908.

Hacia finales del siglo XIX comenzaron a buscarse soluciones a los problemas del tráfico en Berlín y en los municipios de su zona metropolitana. Como posible solución, Werner von Siemens propuso construir líneas de ferrocarril elevado, mientras que AEG propuso que dichas líneas de ferrocarril discurrieran por el subsuelo. Las autoridades municipales de Berlín favorecieron más la construcción del ferrocarril elevado, puesto que se temía que las líneas subterráneas pudieran interferir en la red de alcantarillado. Sin embargo, las autoridades de la (por aquel entonces independiente) ciudad de Charlottenburg no opinaban de igual manera, y se oponían a la idea de un ferrocarril elevado discurriendo por Tauentzienstraße. Tras examinar y descartar numerosas propuestas diferentes, el 10 de septiembre de 1896 se iniciaron las obras del primer trayecto entre las estaciones Stralauer Tor y Zoologischer Garten, con un ramal a Potsdamer Platz, siendo la mayor parte de sus casi 8 km de trayecto elevado. Conocida como la "Stammstrecke", el recorrido fue inaugurado el 15 de febrero de 1902, cosechando un éxito inmediato. Ese mismo año se inauguraron las prolongaciones a Warschauer Brücke (ahora Warschauer Straße) el 17 de agosto, y el 14 de diciembre la línea llegó por el oeste a Knie (ahora Ernst-Reuter-Platz).
La ciudad de Charlottenburg realizó más prolongaciones en dirección oeste: en 1906, la línea llegó al ayuntamiento en Wilhelmplatz (ahora Richard-Wagner-Platz), en 1908 a Reichskanzlerplatz (ahora Theodor-Heuss-Platz), alcanzando por último la estación Sportpark (ahora Olympia-Stadion) el 3 de noviembre de 1912. La estación de Postdamer Platz fue reemplazada por una nueva estación llamada Leipziger Platz (la actual Postdamer Platz) para permitir la prolongación del ramal que terminaba en dicha estación. En 1908 el ramal fue extendido a Spittelmarkt, y en 1913 a Alexanderplatz, a primeros de julio, y tres semanas después la línea llegó a (Schönhauser Allee). De todas las inauguradas hasta entonces, la conexión directa Wilhelmplatz–Alexanderplatz se convirtió rápidamente en la de mayor demanda de toda la red.
Para asegurar su desarrollo, el ayuntamiento de Schöneberg también solicitó una conexión por metro con Berlín. Sin embargo, la compañía que explotaba la red no encontró rentable el proyecto, por lo que el propio ayuntamiento tomó la iniciativa y construyó la primera línea local de metro de Alemania. La línea se construyó bajo tierra, a poca profundidad, y a lo largo de dos años. La totalidad de su recorrido, entre Hauptstraße (ahora Innsbrucker Platz) y Nollendorfplatz, fue inaugurada en diciembre de 1910. Para acomodar esta nueva línea, hizo falta construir una nueva estación subterránea en Nollendorfplatz.
Unos meses antes, empezaron las obras para la cuarta línea del metro, para conectar Wilmersdorf (en el suroeste) con la red de metro de Berlín. Originalmente la línea debía cubrir el tramo entre Wittenbergplatz y Breitenbachplatz, pero el ayuntamiento de Wilmersdorf pagó lo suficiente para que la línea llegara a Thielplatz. Para compensar a Charlottenburg por pasar por su término municipal, se puso en marcha la construcción de un ramal bajo la Kurfürstendamm con dirección a Uhlandstraße. Ambas líneas fueron abiertas el 12 de octubre de 1913, y fueron las últimas antes de que estallase la Primera Guerra Mundial, la cual paralizó la construcción de más kilómetros de metro por los siguientes 10 años.

### Segunda etapa: 1923–1930

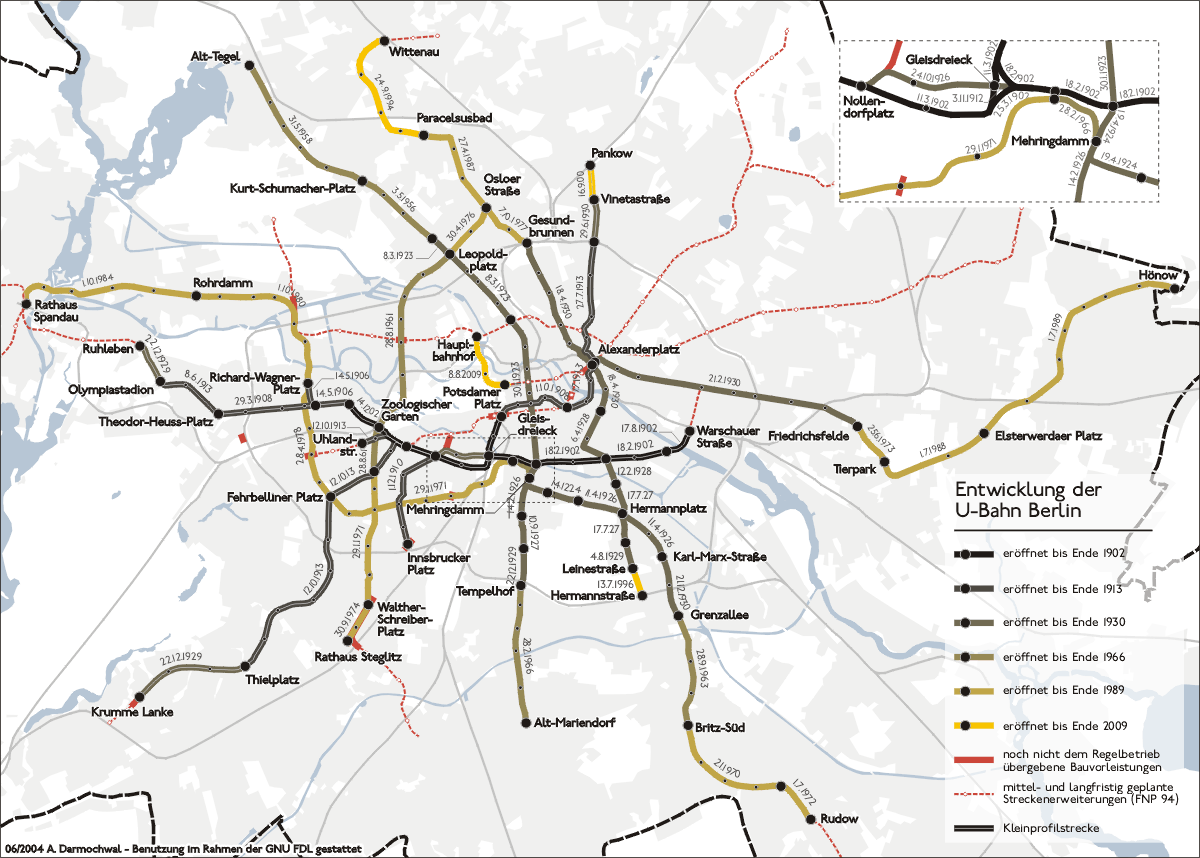
Mapa de la construcción del Metro de Berlín entre 1902 y 2009.

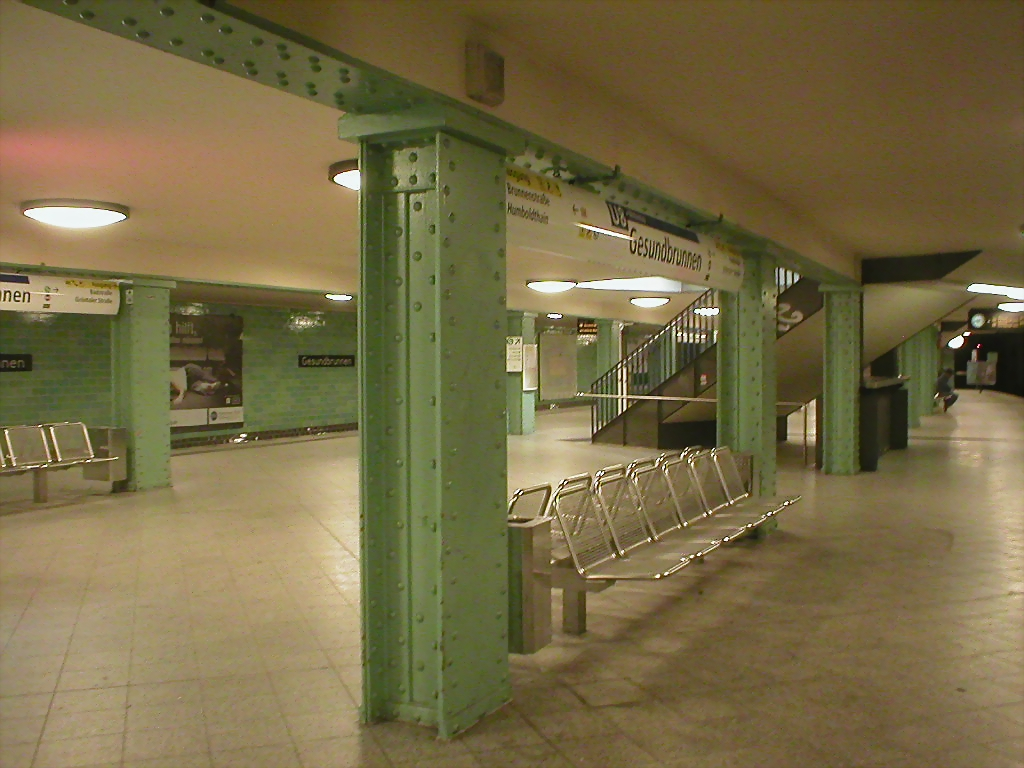
Debido a la crisis económica, las estaciones abiertas en la década de 1920 no pudieron ser decoradas ostentosamente.

Las primeras líneas de la red conectaban mayormente el este de la ciudad con el oeste, pasando por las zonas más ricas de Berlín y alrededores, ya que estas fueron consideradas como las de mayor rentabilidad. Para extender la red y que pudiera ser usada por las clases más humildes, se proyectaron nuevas líneas norte-sur. La anexión de los municipios circundantes con Berlín a la ciudad en 1920 dio un impulso determinante a estos proyectos, puesto que se simplificaron la mayoría de los trámites, y el ayuntamiento de Berlín multiplicó la influencia que poseía sobre la compañía que explotaba el metro (aún en manos privadas). Las nuevas líneas fueron construidas de forma que pudieran circular trenes más anchos (utilizando el mismo ancho de vía, de forma análoga a como ocurre en el Metro de Madrid) constituyendo, pues, la nueva red de gálibo ancho (Großprofil).
La construcción del “Nord-Süd-Bahn” (Tren Norte-Sur) que tenía pensado enlazar, por el norte, Wedding, y por el sur, Tempelhof y Neukölln, había empezado en 1912, pero fue interrumpida por la Primera Guerra Mundial. Las obras se reanudaron en 1919, pero debido a la hiperinflación que sufría Alemania durante la República de Weimar la construcción avanzó muy lentamente. La primera sección, entre Hallesches Tor y Stettiner Bahnhof (ahora Naturkundemuseum), fue inaugurada el 30 de enero de 1923, prolongándose a Seestraße dos meses más tarde. La compañía sufría serios problemas de presupuesto, por lo que la nueva línea tuvo que ser servida temporalmente con trenes de la red de gálibo estrecho, con estribos de madera para facilitar el acceso de los mismos desde los andenes, llamados, irónicamente, por los pasajeros “Blumenbretter” (“tablones de flores”). La línea se bifurcaba en Belle-Alliance-Straße (ahora Mehringdamm); el ramal de Tempelhof fue inaugurado en 1929 mientras que el ramal de Grenzallee entró en funcionamiento un año más tarde, en 1930.
En 1912 también se aprobaron los planes para que la empresa AEG construyera su propia línea norte-sur de metro. La línea fue llamada GN-Bahn, ya que circularía entre Gesundbrunnen y Neukölln, pasando por la Alexanderplatz. Los problemas económicos que atravesaba Alemania detuvieron la construcción en 1919, y ello unido a la bancarrota de la empresa AEG-Schnellbahn-AG y el compromiso de la ciudad de Berlín con el Nord-Süd-Bahn, pospusieron las obras hasta 1926, abriéndose al público la primera sección entre Boddinstraße y Schönleinstraße el 17 de julio de 1927. La estación intermedia Hermannplatz fue la primera en la que dos líneas de gálibo ancho permitían transbordar entre ellas. La prolongación norte requirió recolocar la estación Kottbusser Tor, y fue abierta en pequeños tramos, hasta que la línea (de Gesundbrunnen a Leinestraße) fue completada el 18 de abril de 1930.
Antes de que la gestión del metro recayera definitivamente en manos de la BVG en 1929, la empresa Hochbahngesellschaft empezó a construir una nueva línea de gálibo ancho bajo la Frankfurter Allee, conectando Alexanderplatz y Friedrichsfelde. Esta línea recibiría la letra E y su concesión fue otorgada en 1914. La construcción resultó fácil y barata, comenzando la operación de la línea el 21 de diciembre de 1930.
Estas prolongaciones, unidas a cortas prolongaciones de la red de gálibo estrecho (Vinetastraße, Ruhleben y Krumme Lanke), hicieron que el metro alcanzara 76 kilómetros de red.
| Rutas del metro de Berlín (1931) | Rutas del metro de Berlín (1931)     | Rutas del metro de Berlín (1931) | Rutas del metro de Berlín (1931) | Rutas del metro de Berlín (1931) |
| -------------------------------- | ------------------------------------ | -------------------------------- | -------------------------------- | -------------------------------- |
| Kleinprofil (gálibo estrecho)    | Kleinprofil (gálibo estrecho)        |                                  | Großprofil (gálibo ancho)        | Großprofil (gálibo ancho)        |
| AI                               | Pankow (Vinetastraße) – Ruhleben     | CI                               | Seestraße – Grenzallee           |                                  |
| AII                              | Pankow (Vinetastraße) – Krumme Lanke | CII                              | Seestraße – Tempelhof            |                                  |
| AIII                             | Städtische Oper – Wilhelmplatz       | D                                | Gesundbrunnen – Leinestraße      |                                  |
| BI                               | Warschauer Brücke – Hauptstraße      | E                                | Alexanderplatz – Friedrichsfelde |                                  |
| BII                              | Warschauer Brücke – Uhlandstraße     |                                  |                                  |                                  |

### Nacionalsocialismo y Segunda Guerra Mundial: 1933–1945
La llegada al poder del partido nazi trajo muchos cambios para Alemania, y el metro de Berlín no fue ajeno a ellos. La bandera nacional fue colocada en todas las estaciones, y dos estaciones cambiaron de nombre: Reichskanzlerplatz pasó a llamarse Adolf-Hitler-Platz el 24 de abril de 1933, y Schönhauser Tor fue renombrada como Horst-Wessel. Los planes de ampliación de esta época (diseñados mayormente por el arquitecto Albert Speer) incluían una línea circular que se cruzara con todas las existentes, y nuevas líneas que atendieran a distritos de las afueras. Sin embargo, no hubo ninguna prolongación en este periodo.
Durante la Segunda Guerra Mundial, el transporte mediante el metro se incrementó debido a la caída en el uso de los automóviles, y las estaciones subterráneas se convirtieron en búnkeres. Los bombardeos aliados destruyeron partes del metro de Berlín que, aunque reparadas rápidamente al principio, más adelante acabaron siendo imposibles de reparar. El 25 de abril de 1945 el sistema entero dejó de funcionar cuando fue destruida la subestación eléctrica que daba servicio al metro.

### La división: 1945–1989

Las redes de metro (U-Bahn) y cercanías (S-Bahn) de Berlín Este en 1984.

A pesar de los daños causados por la guerra, 69 kilómetros y medio de red y 93 estaciones ya funcionaban con normalidad al final del año 1945, y la reconstrucción de la red fue completada en 1950. Como consecuencia de la guerra, la ciudad fue dividida en Berlín Este y Berlín Oeste, con los consecuentes cambios para las redes de transporte público. Aunque el metro recorría ambos sectores de la ciudad y los habitantes tenían libertad de movimientos, los berlineses del oeste comenzaron a evitar ir al sector soviético, y a partir de 1953 las fronteras eran anunciadas por la megafonía de los trenes. Los berlineses del este empezaron a sufrir restricciones a la hora de viajar a los sectores occidentales de la ciudad, impuestas por el gobierno de la República Democrática Alemana.[cita requerida]
Es en esta coyuntura cuando, entre 1953 y 1955, se traza el “Plan de 200 kilómetros”, que contenía todas las futuras extensiones de la red, que finalmente alcanzaría los 200 kilómetros de longitud. La prolongación de la línea C por el norte hasta Tegel y por el sur hasta Alt-Mariendorf fue considerada la actuación más urgente. La extensión a Tegel abrió al público en mayo de 1958. Debido a la necesidad de una línea norte-sur sin pasar por el sector oriental de la ciudad, y de agilizar los trayectos entre Steglitz, Wedding y Reinickendorf, fue proyectada la tercera línea norte-sur (línea G). Se había previsto abrir la primera sección entre Leopoldplatz y Spichernstraße el 2 de septiembre de 1961, pero la división de la ciudad por medio del muro de Berlín hizo que su apertura se adelantara al 28 de agosto.
El muro cortó la línea A en dos mitades y acortó la línea B en una parada, ya que la última estación, Warschauer Brücke, estaba situada en el Berlín Este. La mitad oriental de la ciudad se quedó con la mitad de la línea A y la línea E. Para garantizar la continuidad de las líneas C y D, Berlín Oeste pagaba una tasa anual de 20 millones de marcos de la RFA para que dichas líneas continuaran con su recorrido a lo largo del sector oriental de la ciudad. Sin embargo, las autoridades orientales no permitían que los trenes efectuaran parada en las estaciones orientales, convirtiéndose así en estaciones fantasmas ("Geisterbahnhöfe"), patrulladas por guardias fronterizos de la RDA. La única estación que seguía en funcionamiento fue Friedrichstraße, que conectaba la línea C y los trenes de cercanías (S-Bahn) occidentales, así como servía de paso fronterizo entre ambas mitades de la ciudad. No obstante, la red de cercanías (S-Bahn) era activamente boicoteada por los berlineses occidentales, ya que estaba controlada por las autoridades de la RDA (a través de la compañía estatal de ferrocarriles, la Deutsche Reichsbahn de la Alemania oriental).
En Berlín Oeste, los nuevos desarrollos urbanísticos de Britz y Rudow hicieron patente la necesidad de prolongar la línea CI. El tramo entre Grenzallee y Britz-Süd fue puesto en servicio el 28 de septiembre de 1963. Las directrices para futuras prolongaciones establecieron que las líneas debían ser lineales, evitando las bifurcaciones, por lo que el ramal CI de la línea C se independizaría de la línea madre y sería prolongado de Mehringdamm a Möckernbrücke, constituyendo la línea H. Sin embargo, el nombre “línea H” nunca llegó a utilizarse, ya que la apertura del nuevo tramo (junto con el de Tempelhof a Alt-Mariendorf) el 28 de febrero de 1966 coincidió con el cambio de denominación de las líneas del metro.
| Nueva denominación de las líneas de metro (1966) | Nueva denominación de las líneas de metro (1966) | Nueva denominación de las líneas de metro (1966) | Nueva denominación de las líneas de metro (1966) | Nueva denominación de las líneas de metro (1966) | Nueva denominación de las líneas de metro (1966) | Nueva denominación de las líneas de metro (1966) | Nueva denominación de las líneas de metro (1966) | Nueva denominación de las líneas de metro (1966) |
| ------------------------------------------------ | ------------------------------------------------ | ------------------------------------------------ | ------------------------------------------------ | ------------------------------------------------ | ------------------------------------------------ | ------------------------------------------------ | ------------------------------------------------ | ------------------------------------------------ |
| Kleinprofil (gálibo estrecho)                    | Kleinprofil (gálibo estrecho)                    | Kleinprofil (gálibo estrecho)                    | Kleinprofil (gálibo estrecho)                    |                                                  | Großprofil (gálibo ancho)                        | Großprofil (gálibo ancho)                        | Großprofil (gálibo ancho)                        | Großprofil (gálibo ancho)                        |
| BI                                               | →                                                | U1                                               | Schlesisches Tor – Ruhleben                      | CII                                              | →                                                | U6                                               | Tegel – Alt-Mariendorf                           |                                                  |
| AII                                              | →                                                | U2                                               | Gleisdreieck – Krumme Lanke                      | CI                                               | →                                                | U7                                               | Möckernbrücke – Britz-Süd                        |                                                  |
| BIV                                              | →                                                | U3                                               | Wittenbergplatz – Uhlandstraße                   | D                                                | →                                                | U8                                               | Gesundbrunnen – Leinestraße                      |                                                  |
| BIII                                             | →                                                | U4                                               | Nollendorfplatz – Innsbrucker Platz              | G                                                | →                                                | U9                                               | Leopoldplatz – Spichernstraße                    |                                                  |
| AIII                                             | →                                                | U5                                               | Deutsche Oper – Richard-Wagner-Platz             |                                                  |                                                  |                                                  |                                                  |                                                  |

Las copiosas subvenciones procedentes de la capital de la RFA a Berlín Oeste permitieron numerosas prolongaciones, con lo que la U9 llegó a Rathaus Steglitz y Osloer Straße el 30 de abril de 1976, y la extensión de la U7 en seis fases alcanzó Rathaus Spandau el 1 de octubre de 1984. La U8, por su parte, fue alargada desde Gesundbrunnen, bajo la nueva Osloer Straße, hasta Paracelsus-Bad, entrando en servicio el 27 de abril de 1987. Como contrapartida, en el Berlín Este únicamente hubo una tímida prolongación de la línea E, hasta Tierpark, en 1973. No fue hasta 15 años después cuando la línea se prolongó primero a Elsterwerdaer Platz y después a Hönow. Esta última ampliación fue abierta el 1 de julio de 1989, solo unos meses antes de la caída del muro de Berlín.

### La reunificación: a partir de 1989

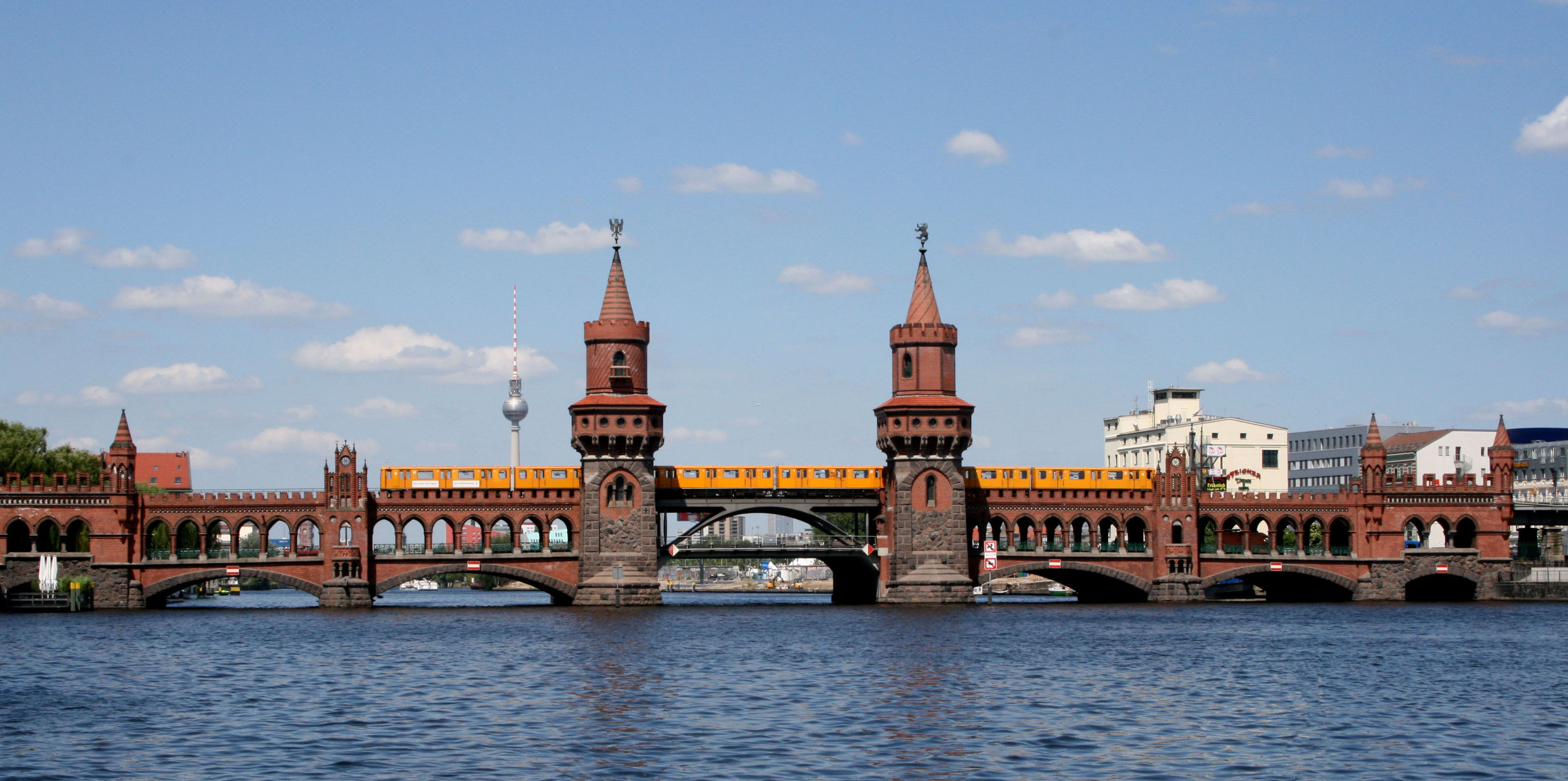
Tren de la U1 cruzando el famoso Oberbaumbrücke.

El 9 de noviembre de 1989, el gobierno levantó las restricciones a los ciudadanos de la RDA para viajar, por lo que miles de berlineses orientales inundaron los cruces fronterizos, exigiendo pasar al sector occidental. Debido a estos cambios, se reabrió la estación Jannowitzbrücke de la U8 para facilitar los cruces. Varias estaciones de la U8 fueron abiertas en los meses sucesivos, y el 1 de julio de 1990 los controles en frontera fueron abolidos.
Las líneas del Berlín Este se renombraron (la línea A pasó a llamarse U2 como su mitad occidental, mientras que a la E le correspondió el número 5). Sin embargo, la reconexión no fue inmediata, ya que para volver a unir ambos tramos de la U2 era necesario adaptar y reabrir las estaciones Nollendorfplatz y Bülowstraße, que se habían convertido en un mercadillo y un bazar turco. Asimismo, fue necesario eliminar el M-Bahn (prototipo de tren de levitación magnética) de la estación Gleisdreieck. La reconexión se puso en servicio el 13 de noviembre de 1993. El último tramo en ser reinstaurado fue el tramo de la U1 entre Schlesisches Tor y  Warschauer Straße, que fue reabierto el 14 de octubre de 1995.
En los veinte años posteriores a la reunificación solo se han llevado a cabo tres cortas prolongaciones. La U8 se vio extendida en ambos extremos (Wittenau, 1994; y Hermannstraße, 1996) mientras que la U2 fue extendida de Vinetastraße hasta la estación de Pankow, el 16 de septiembre del 2000. También fue necesario restaurar parte de las estaciones del sector oriental, puesto que en algunas eran visibles marcas de disparos en sus entradas, aún desde la Segunda Guerra Mundial.
El último tramo de metro en entrar en servicio fue la prolongación de la U5 desde Alexanderplatz hasta Hauptbahnhof, que fue inaugurada el 4 de diciembre de 2020.

## Red
La red de metro de Berlín tiene una longitud de 148,8 km y posee 175 estaciones. Con 32 kilómetros, la línea U7 es la línea íntegramente subterránea de mayor longitud de Alemania. De manera análoga al metro de Madrid, coexisten dos anchos de túnel y dos tipos de vehículos, los de gálibo ancho y de gálibo estrecho, que son explotados de manera diferenciada. En las horas punta, los trenes circulan cada 4 o 5 minutos; durante el resto del día, cada 5 o 10 minutos. Además, desde 2003 existe un servicio nocturno los viernes y sábados. En esas noches, los trenes circulan cada 15 minutos en todas las líneas, salvo en la U4. Durante las noches del resto de la semana hay un servicio sustitutorio de autobuses, que circulan cada 30 minutos.
El centro de control de tráfico del Metro de Berlín se encuentra en el antiguo edificio principal de BVG, junto a la estación Kleistpark. Desde el centro de control se supervisa la actividad de la red. En caso de incidencias en el tráfico, el personal del centro de control interviene directamente en su gestión.

### Líneas
La red del Metro de Berlín disponía en el pasado de algunos ramales, aunque tras la II Guerra Mundial se rediseñó la red de tal manera que todas las líneas circulan de forma independiente unas de otras, sin cruzarse entre ellas. La única excepción la constituye la línea U3, que circula por las vías de la U1 entre Wittenbergplatz y Nollendorfplatz.
Existen en la actualidad nueve líneas de metro. La línea U55 funcionó entre 2009 y 2020 entre la estación principal de trenes y la Puerta de Brandeburgo. El 4 de diciembre de 2020 entró en funcionamiento la unión entre la Puerta de Brandeburgo y Alexanderplatz y la línea U55 se fusionó con la línea U5.
| Línea | Trayecto                            | Inauguración | Longitud (km) | Estaciones | Colores  |
| U1    | Uhlandstraße - Warschauer Straße    | 1902         | 8,8           | 13         | RAL 6018 |
| U2    | Ruhleben - Pankow                   | 1902         | 20,7          | 29         | RAL 2002 |
| U3    | Krumme Lanke - Warschauer Straße    | 1913         | 11,9          | 15         | RAL 6016 |
| U4    | Nollendorfplatz - Innsbrucker Platz | 1910         | 2,9           | 5          | RAL 1016 |
| U5    | Hauptbahnhof - Hönow                | 1930         | 22,4          | 26         | RAL 8003 |
| U6    | Alt-Tegel - Alt-Mariendorf          | 1923         | 19,9          | 29         | RAL 4005 |
| U7    | Rathaus Spandau - Rudow             | 1924         | 31,8          | 40         | RAL 5012 |
| U8    | Wittenau - Hermannstraße            | 1927         | 18,0          | 24         | RAL 5000 |
| U9    | Rathaus Steglitz - Osloer Straße    | 1961         | 12,5          | 18         | RAL 2003 |

Las líneas que más viajeros transportan son las líneas de gálibo ancho U7 y U9, seguida de la U6 y la U8 ocupa el último lugar. Dentro de las de gálibo estrecho, la línea con mayor número de viajeros es la U2, mientras que la U4 ocupa el último lugar.

### Estaciones
Del total de 175 estaciones en superficie y soterradas, algunas destacan por sus peculiaridades.

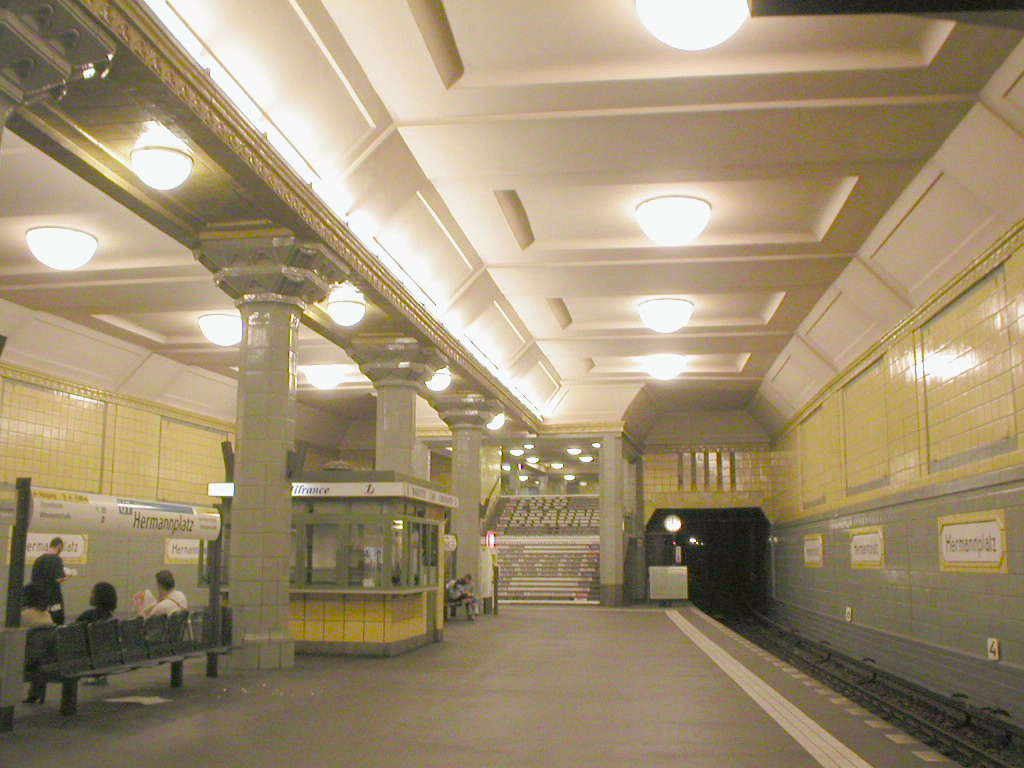
Estación Hermannplatz (U7)

La estación Hermannplatz, correspondencia de varias líneas, se asemeja por su configuración a una construcción religiosa. Esta estación, de 7 metros de alto, 132 metros de largo y 22 metros de ancho, fue erigida durante la construcción del metro norte-sur. Durante las obras en Hermannplatz se abrieron simultáneamente los grandes almacenes Karstadt, y éstos pagaron una suma elevada para sufragar el diseño de la estación, obteniendo a cambio un acceso directo desde la estación a los grandes almacenes, aún existente. Otra particularidad es que aquí fueron instaladas las primeras escaleras mecánicas de todo el metro. En la actualidad (2010), coinciden en esta estación las líneas U7 y U8.

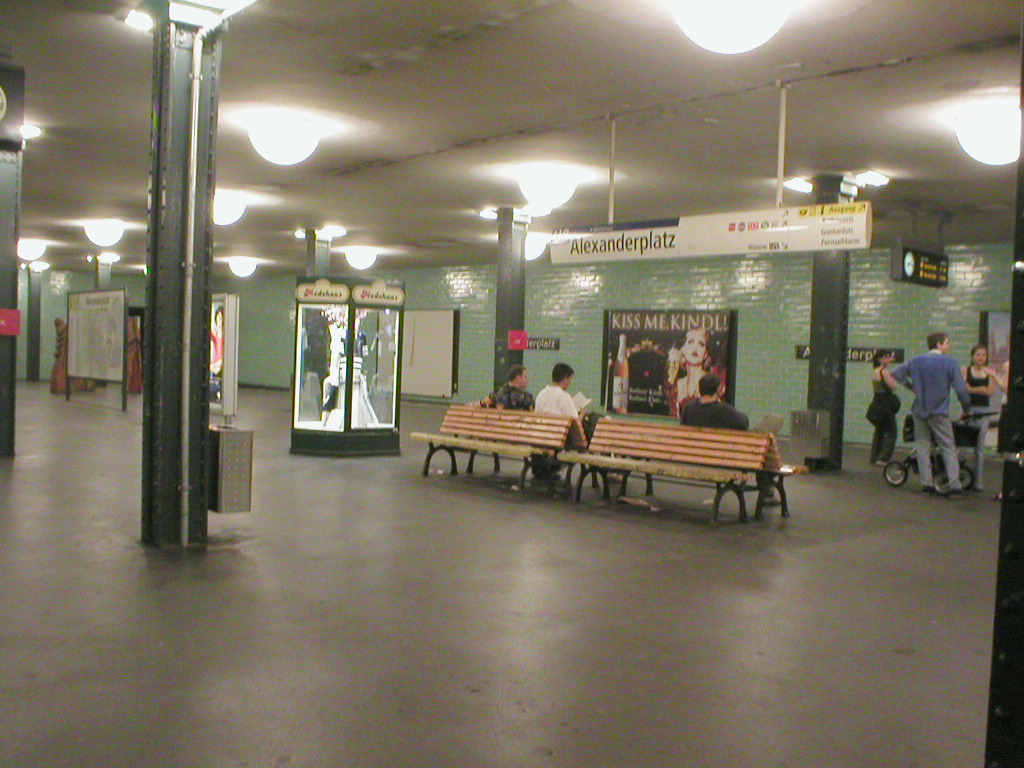
Estación Alexanderplatz (U8), antes de las obras de renovación en 2004/2005.

También la estación de Alexanderplatz se encuentra entre las que presentan alguna característica especial. Destaca por el número de líneas que convergen en ella (U2, U5, U8), siendo solo superada por la estación Nollendorfplatz, donde coinciden cuatro líneas (U1−U4). La primera parte de esta estación se construyó en 1913 para lo que hoy es la línea U2. En la década de 1920, la plaza fue rediseñada tanto en superficie como en el subsuelo, construyéndose en aquel momento los andenes para las líneas D y E (hoy en día, U8 y U5, respectivamente). La remodelación de la estación fue llevada a cabo por el entonces arquitecto jefe del metro, Alfred Grenander. Surgió una estación de metro de estilo funcional, en tonos azules y verdes. Durante la construcción se incluyó la primera galería comercial subterránea de Berlín, hoy visible al hacer transbordo entre las líneas U2 y U8.

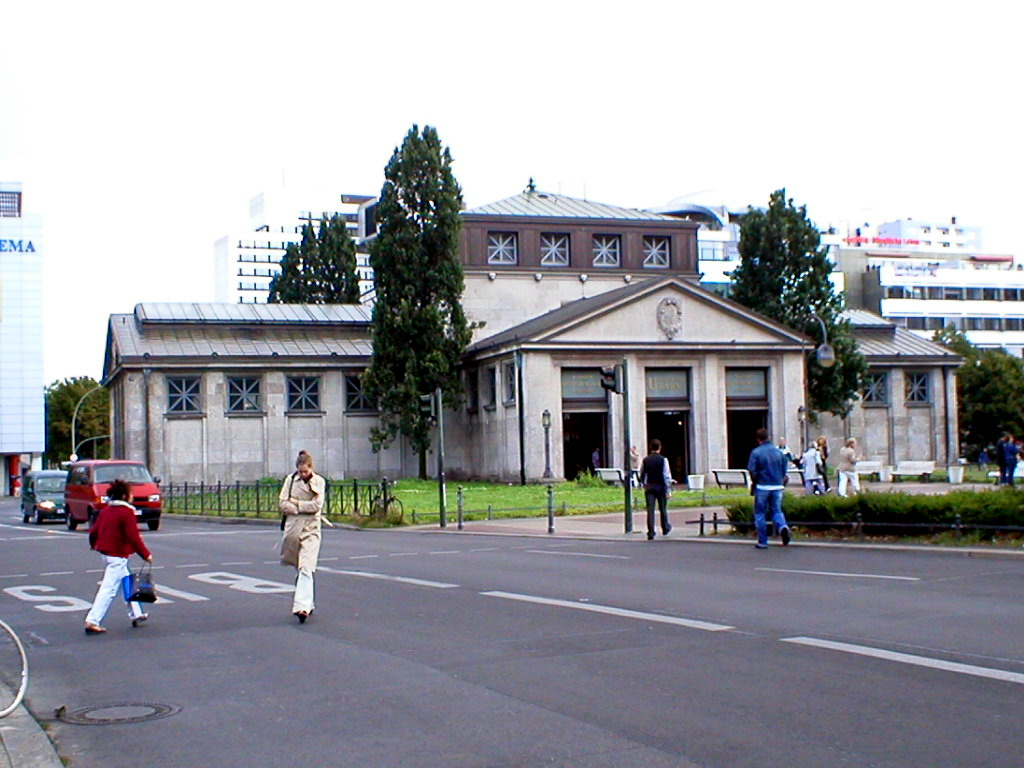
Entrada a la estación de metro Wittenbergplatz (U1, U2, U3).

La estación Wittenbergplatz se inauguró en 1902 según los planos de Paul Wittig, como una estación sencilla con dos andenes laterales. En el año 1912 se rediseñó la estación según el proyecto de Alfred Grenander, puesto que en ella confluían dos líneas nuevas, en dirección a Dahlem y Kurfürstendamm. Así surgió una estación con cinco vías, con espacio para una sexta. A esta remodelación también pertenecía el edificio de acceso, que fue construido en armonía con el entorno de la plaza Wittenbergplatz y los cercanos grandes almacenes KaDeWe. En la actualidad (2010), coinciden en esta estación las líneas U1, U2 y U3.

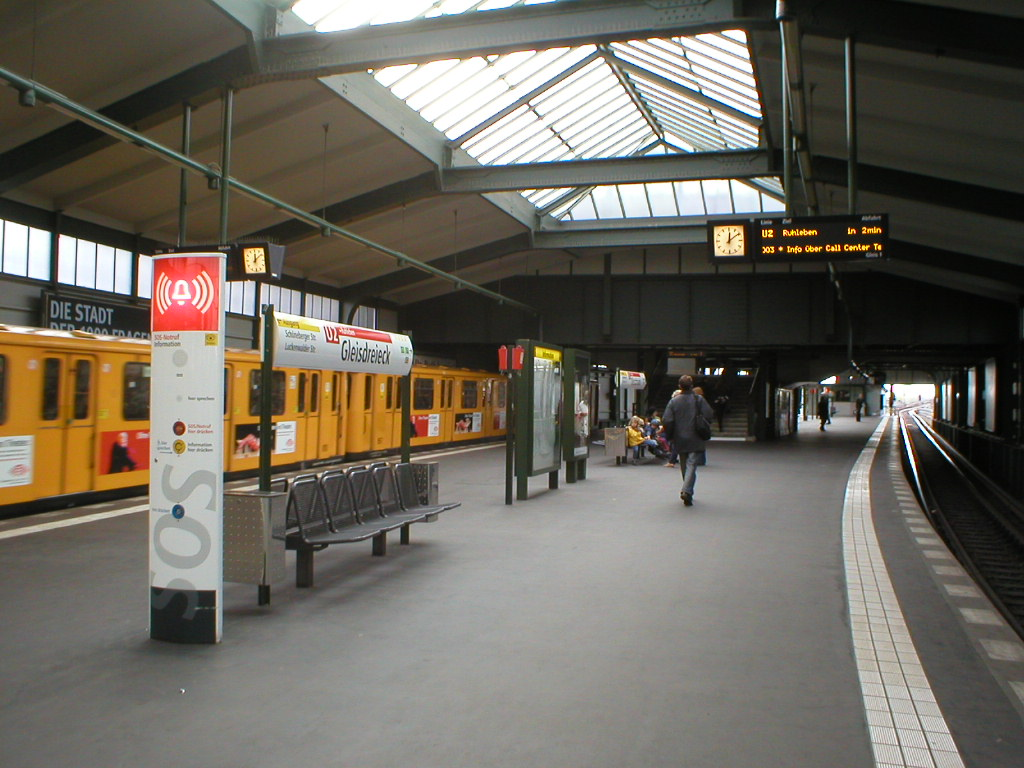
Gleisdreieck: andén de la línea U2 (nivel inferior).

El nombre de la estación Gleisdreieck (triángulo de vías) hace referencia a una construcción que ya no existe. El triángulo fue construido para la inauguración del metro en 1902, aunque poco después ya había planes para modificar su diseño, por no resultar adecuado a las necesidades del servicio. El detonante definitivo fue un accidente acaecido el 26 de septiembre de 1908, en el que murieron 18 personas. Hasta 1912 se llevó a cabo una remodelación y ampliación que no afectó al servicio, quedando la nueva estación en forma de cruce a dos niveles. Tras la II Guerra Mundial, se reanudó el servicio en la estación ya en 1945. Su funcionamiento volvió a interrumpirse en 1961 durante la construcción del Muro. A partir de 1972 cesó la circulación de trenes por la vía inferior, al considerarse que no merecía la pena conservar el recorrido de la línea U2 en paralelo con la U1. Desde 1993, sin embargo, coinciden aquí de nuevo los trenes de ambas líneas.
Durante los primeros tiempos del metro se construyeron andenes con diferentes longitudes, incluso a veces dentro de la misma línea. Pero en la actualidad todas las estaciones están construidas de tal modo que en las líneas de gálibo ancho puedan circular convoyes de 6 vagones (de unos 100 m de longitud) y en las fuertemente concurridas líneas de gálibo estrecho, convoyes de 8 vagones (con una longitud de unos 110 m). Todo lo construido a partir de la década de 1950 sigue este patrón.

### Ampliaciones
La línea U55 circuló desde el 8 de agosto de 2009 entre las estaciones Hauptbahnhof (Estación Central), Bundestag (Parlamento) y Brandenburger Tor (Puerta de Brandeburgo) hasta marzo de 2020. El 4 de diciembre de 2020 se fusionó con la línea U5, tras la inauguración del tramo desde Brandenburger Tor hasta Alexanderplatz. La primera piedra se colocó en el Rotes Rathaus (Ayuntamiento de Berlín) en 2010. Las nuevas estaciones son: Unter den Linden (la estación Französische Straße ha quedado clausurada), Museumsinsel (inaugurada en julio de 2021) que permite acceder a la Isla de los Museos, a la Catedral y al Palacio Real y Berliner Rathaus (Ayuntamiento).
La línea U55 ha quedado integrada como prolongación occidental de la U5. BVG calcula que la utilizarán 100.000 pasajeros.
En vista de las restricciones presupuestarias, resulta improbable que se ejecuten más ampliaciones, máxime cuando el dilema entre tranvía y metro no ha encontrado aún una respuesta concluyente. Tras unos años de furor constructor en la parte oeste de la ciudad, la actividad ha decrecido al estimarse que el sistema de transportes de metro y S-Bahn de Berlín ya proporciona una cobertura más que adecuada: son muy pocas las zonas de la ciudad que no han sido dotadas de transporte público por raíl. Por ello, los proyectos hacen un mayor hincapié en medidas complementarias, como, por ejemplo, el desplazamiento de la estación Warschauer Straße (U1) para acercarla a la S-Bahn. Asimismo, se priorizarán los trabajos de saneamiento de la red existente sobre los de ampliación. No menos importante es el hecho de que las partidas presupuestarias del gobierno federal sufrirán recortes drásticos en los años venideros, lo que probablemente redundará en que no se disponga de medios para invertir en el metro.

### Proyectos
A continuación se muestran los proyectos de la red del metro, de acuerdo con el plan de ordenación urbana de Berlín:
| Línea | Recorrido final previsto tras ampliación(es) | Recorrido final previsto tras ampliación(es) | Recorrido final previsto tras ampliación(es) |
| --- | --- | -------------------------------------------- | -------------------------------------------- |
| | Frankfurter Tor – Mexikoplatz | 26 estaciones                                | 20,5 km, aprox.                              |
| La actual línea U1, a partir de su actual fin de trayecto por el este en Warschauer Straße, sería alargada en una estación, hasta Frankfurter Tor (tendría correspondencia con la línea U5). Por el oeste, el tramo Wittenbergplatz – Uhlandstraße quedaría desgajado de la U1 y remodelado para trenes de gálibo ancho, integrándose en la nueva U3 (ver más abajo). Los proyectos se encaminan a unir la U1 con la actual U3. | |                                              |                                              |
| | Pankow-Kirche – Stadtrandstraße | 38 estaciones                                | 28,8 km, aprox.                              |
| En el año 2000 se inauguró la prolongación hasta la estación Pankow (líneas de S-Bahn S2/S8/S9). En el futuro, esta línea quedaría alargada en una estación hasta Pankow-Kirche. En cambio, los proyectos para una prolongación hasta Rosenthaler Weg (a través de Ossietzkyplatz y Schillerstraße) han sido descartados. Por el oeste, desde su actual final en la estación Ruhleben, se prevé una prolongación hasta la calle Stadtrandstraße, en el barrio de Spandau, a través de las estaciones Ruhlebener Straße (conexión con S-Bahn), Tiefwerderweg, Rathaus Spandau (conexión con U7, y donde ya existen andenes para la U2), Flankenschanze, Zeppelinstraße, Westerwaldstraße, Falkenhagener Feld y Stadtrandstraße. | |                                              |                                              |
| | Adenauerplatz – Falkenberg | 26 estaciones                                | 19,0 km, aprox.                              |
| Esta línea se extendería hacia el sudeste con una estación adicional, hasta la estación de S-Bahn (S1) de Mexikoplatz. Si Berlín consigue finalmente sanear sus finanzas, esta sería una de las primeras obras a acometer. Según el plan de ordenación urbana vigente, esta línea quedaría acoplada con la U1 (ver arriba). Bajo la denominación U3 existiría una línea íntegramente de gálibo ancho, cuyo recorrido partiría de Adenauerplatz (U7) y llegaría hasta Falkenberg, a través de las estaciones Schlüterstraße, Uhlandstraße (U1), Kurfürstendamm (U1), Wittenbergplatz (U1, U2, U3), Lützowplatz, Genthiner Straße, Kulturforum, Potsdamer Platz (U2, S1, S2, S25), Stadtmitte (U2, U6), Jerusalemer Straße, Gertraudenstraße, Berliner Rathaus, Alexanderplatz (U2, U5, U8, S3, S5, S7, S75), Mollstraße, Immanuelkirchstraße, Pasteurstraße, Greifswalder Straße (S41, S42, S8, S85, S9), Ostseestraße, Antonplatz, Buschallee, Rathaus Weißensee, Ribnitzer Straße, Zingster Straße y Hohenschönhausen (S75).                       | |                                              |                                              |
| | Genthiner Straße – Innsbrucker Platz | 6 estaciones                                 | 3,7 km, aprox.                               |
| Resulta técnicamente muy complicado -por no decir imposible- prolongar esta línea hacia el sur, dada la proximidad del túnel de la autopista de circunvalación junto a la plaza Innsbrucker Platz. Por el norte, la línea se ampliaría en una estación, hasta Genthiner Straße, donde existiría una estación de conexión con la nueva línea U3 (ver arriba). | |                                              |                                              |
| | Flughafen Tegel – Hönow | 33 estaciones                                | 29,6 km, aprox.                              |
| Resulta muy improbable una ampliación hacia el este, puesto que la línea ya ha alcanzado el límite exterior de la ciudad en la estación Hönow. Por el oeste, en cambio, la línea se ha alargado desde la plaza Alexanderplatz, a través de las estaciones Berliner Rathaus, Museumsinsel y Unter den Linden (correspondencia con U6), hasta la estación Brandenburger Tor. De este modo, la línea U55 ha quedado integrada en la U5, llegando hasta la Estación Central (Hauptbahnhof, correspondencia con S3, S5, S7 y S75). La línea U55 circulaba entre la Puerta de Brandeburgo (Brandenburger Tor) y la mencionada estación central, y fue inaugurada en agosto de 2009. El 4 de diciembre de 2020 se inauguró el recorrido desde Alexanderplatz hasta Brandenburger Tor. Los proyectos para prolongar la U5 hacia el norte, hasta el aeropuerto de Tegel, están contenidos en los planes de ordenación urbana. No obstante, resulta dudoso que se lleven a cabo, en vista del cierre de este aeropuerto, realizado el 8 de noviembre de 2020. | |                                              |                                              |
| | Alt-Tegel – Alt-Mariendorf | 29 estaciones                                | 19,9 km                                      |
| No se han previsto ampliaciones para esta línea. Las reivindicaciones para su prolongación hacia el sur, desde Alt-Mariendorf hasta el barrio de Lichtenrade, no se han plasmado nunca en un proyecto. Por otro lado, en virtud de la prolongación de la U5, la estación Französische Straße quedará abandonada, siendo sustituida por la nueva estación de correspondencia Unter den Linden, que permitirá el trasbordo hacia la U5. | |                                              |                                              |
| | Rudolf-Wissell-Siedlung – Schönefeld | 47 estaciones                                | 40,8 km, aprox.                              |
| Con motivo de la ampliación del aeropuerto de Schönefeld, se preveía prolongar esta línea hasta allí, en dirección sudeste. A partir de Rudow, el actual fin de trayecto, se añadirían las siguientes estaciones: Rudow-Süd, Schönefeld-Nord y Schönefeld (correspondencia con S45, S9). No obstante, al realizarse la estimación de costes para el proyecto de ampliación del aeropuerto, esta prolongación del metro no ha sido incluida. Por otra parte, se duda de su utilidad, pues según lo previsto, la línea llegaría solamente hasta la estación de cercanías de Schönefeld y no hasta el nuevo edificio terminal del aeropuerto. Por el noroeste, existen planes de llevar la U7 hasta el barrio de Staaken. Las estaciones a partir del actual final en Rathaus Spandau serían Seeburger Straße, Melanchthonplatz, Fahremundstraße y Rudolf-Wissell-Siedlung. | |                                              |                                              |
| | Märkisches Viertel – Hermannstraße | 26 estaciones                                | 19,7 km, aprox.                              |
| En 1996 tuvo lugar la última prolongación de esta línea, hasta la estación de cercanías Hermannstraße. No está previsto que se extienda más hacia el sur. Por el lado norte, hace años que existe un proyecto de alargarla en dos estaciones (Eichhorster Weg y Märkisches Viertel) hasta el populoso barrio de Märkisches Viertel, para lo cual se prevé mantener la reserva de suelo necesaria. Además, entre las estaciones Rathaus Reinickendorf y Wittenau ya hay una estación excavada, de nombre Alt-Wittenau, cuya terminación y entrada en funcionamiento se haría efectiva cuando la demanda lo justifique. | |                                              |                                              |
| | Osloer Straße – Lankwitz-Kirche | 22 estaciones                                | 15,7 km, aprox.                              |
| Desde hace años aguardan los habitantes del barrio de Lankwitz la prolongación de la U9 desde Rathaus Steglitz, a través de Neue Filandastraße y Halskestraße, hasta la estación de cercanías de Lankwitz (S25) y Lankwitz-Kirche. Sin embargo, poco ha sucedido hasta la fecha. Muy al contrario, ya se ha edificado sobre algunas parcelas que se habían dejado sin construir para facilitar la prolongación. En cuanto a una ampliación hacia el norte en dirección al barrio de Pankow, ha quedado descartada en beneficio de una línea de tranvía. | |                                              |                                              |
| U10 | Weißensee – Drakestraße | ... estaciones                               | ¿? km                                        |
| U10 | El primer proyecto de la línea de metro U10 data de finales de la década de 1920. Su recorrido previsto se iniciaba en Weißensee y discurría por Alexanderplatz hasta Schöneberg; posteriormente se previó un recorrido más amplio hacia el sur, hasta Steglitz. Sin embargo, se ha renunciado a llevar a cabo el proyecto, pese a que ya se han construido algunas de sus dotaciones siguiendo los planes originales, de modo que esta línea recibe el sobrenombre de “línea fantasma” („Phantomlinie“). El tramo Weißensee – Potsdamer Platz sigue, no obstante, formando parte de los planes actuales (véase U3). |                                              |                                              |
| U11 | Hauptbahnhof – Glambecker Ring | 21 estaciones                                | 15,8 km, aprox.                              |
| U11 | La línea U11 es, igualmente, un proyecto enteramente nuevo. Según el plan de ordenación urbana vigente (de 2004), debería arrancar en la Estación Central (Hauptbahnhof) y llegar hasta el barrio de Marzahn. No obstante, no se ha fijado una fecha de comienzo de las obras, y dada la existencia de una línea de tranvía, tampoco se considera una prioridad. |                                              |                                              |

Si se llegase en algún momento a llevar a cabo todas las ampliaciones descritas, la red del metro de Berlín crecería desde sus 148,8 km actuales hasta unos 213,5 km. La suma total de estaciones llegaría a 236 (en la actualidad existen 173).

### Antiguas estaciones
Stralauer Tor es el nombre de una antigua estación situada en la margen occidental del río Spree, entre las estaciones Warschauer Straße y Schlesisches Tor. La estación fue abierta en 1902, quedando renombrada como Osthafen en 1924. Durante la II Guerra Mundial resultó completamente destruida, restando hoy en día solo los pilares junto al viaducto. Se decidió no reconstruirla, ya que resultaba innecesario por la proximidad de la estación Warschauer Straße.
La estación denominada Potsdamer Platz se abrió en 1902, quedando posteriormente clausurada en 1907. Se edificó una nueva estación, de nombre Leipziger Platz, desplazada unos 120 metros hacia al norte. Esta estación fue posteriormente rebautizada y recibió, otra vez, el nombre de Potsdamer Platz. Los antiguos andenes fueron demolidos; hoy en día existe en ese lugar un apartadero.
La estación Nürnberger Platz fue clausurada en 1959 porque en sus inmediaciones se había construido la estación Spichernstraße, que permitía el trasbordo a la recién inaugurada línea G (U9 en la actualidad), a través del amplio túnel de la vía de maniobras de Nürnberger Platz. Hoy en día no queda ya rastro de aquella estación. Al disponer el túnel de una mayor anchura (por la supresión de los antiguos andenes), se pudieron instalar dos vías de maniobras para la estación Spichernstraße. Para sustituir la estación demolida se construyó la nueva estación Augsburger Straße.

### Estaciones y túneles sin uso

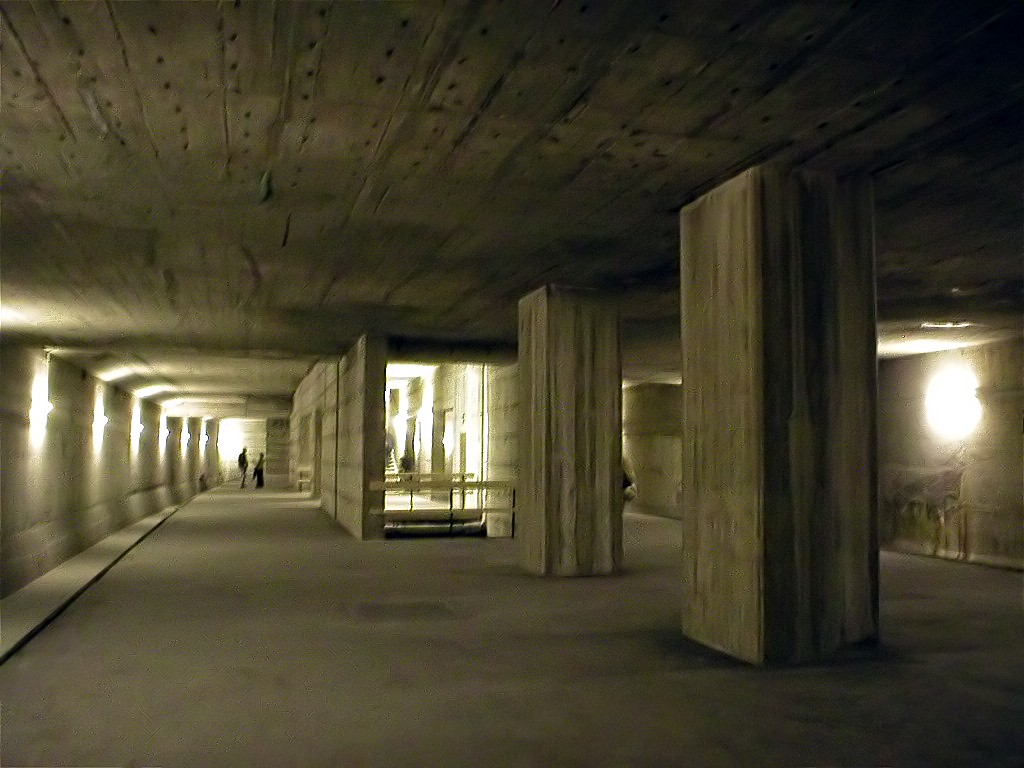
Obra de la estación de la línea U10 Innsbrucker Platz.

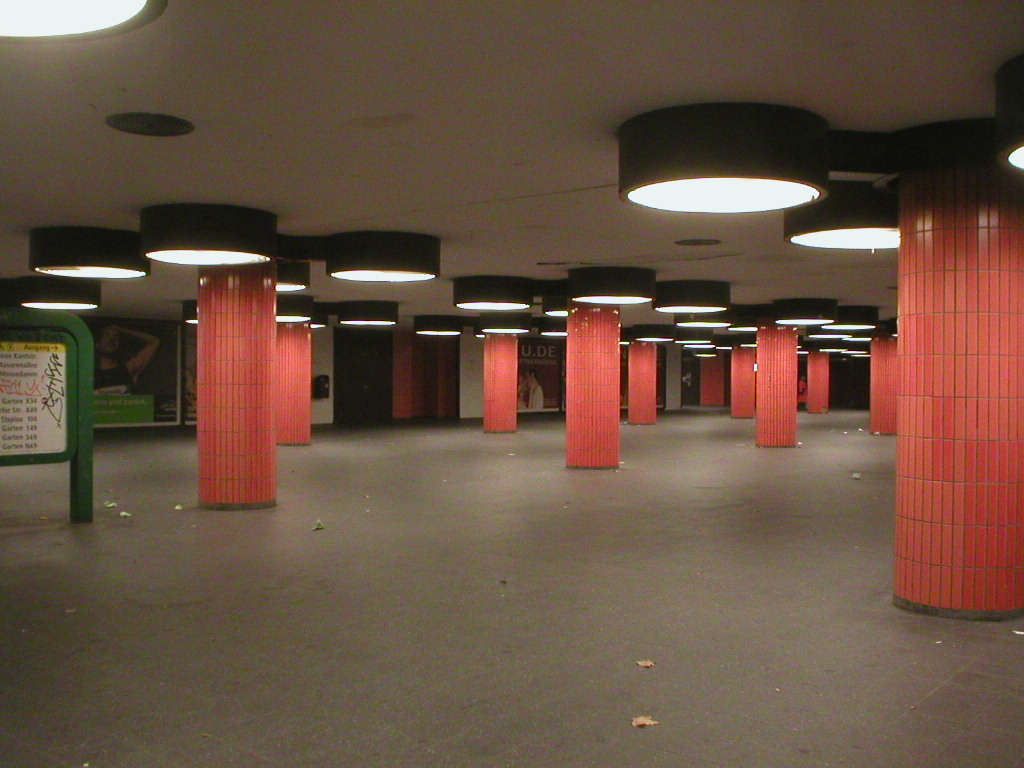
La Feria de Berlín iba a ser dotada de una estación de metro, cuyas obras inconclusas se encuentran bajo el subterráneo peatonal.

Existen en Berlín un buen número de obras inconclusas para líneas proyectadas de metro. En Potsdamer Platz está situada la obra gruesa de una estación, que serviría para una futura línea de Charlottenburg a Weißensee. Sin embargo, resulta improbable que llegue a ponerse en servicio, por lo que se está reutilizando para albergar eventos con cierta frecuencia.
La estación Oranienplatz fue excavada bajo la calle Dresdener Straße durante la construcción de la entonces denominada línea D (U8 en la actualidad). Después, ha contenido durante bastante tiempo una subestación eléctrica.
Para el proyecto de línea U10 se llegaron a construir estaciones y accesos en las estaciones Rathaus Steglitz, Schloßstraße, Walther-Schreiber-Platz, Innsbrucker Platz y Kleistpark. La estación Schloßstraße fue construida como estación de transbordo, con andenes laterales superpuestos. En uno de los lados, la línea U9 circula en ambos sentidos, tanto en dirección Rathaus Steglitz como hacia Osloer Straße, aunque en realidad lo hace por las vías inicialmente pensadas para la U10, y también emplea en la estación final Rathaus Steglitz los andenes y vías de maniobra que se habían previsto para aquella.
Al igual que en el anterior caso de Schloßstraße, en la estación Jungfernheide se llegó a construir una estación en dos plantas para dar servicio a una prolongación de la línea U5. Los andenes sin uso se encuentran vallados; el ramal de túnel en dirección al aeropuerto de Tegel es empleado por los bomberos como instalación de entrenamiento.
En la zona del Centro Internacional de Congresos (Internationales Congress Centrum, ICC por sus siglas en alemán), existe un corto tramo de túnel bajo el cruce de las calles Messedamm y Neue Kantstraße. Este túnel se construyó de manera conjunta con un amplio paso subterráneo peatonal, y debía servir para una prolongación prevista en la U1 desde Uhlandstraße a Theodor-Heuss-Platz. El túnel tiene una longitud de unos 60 metros y termina al lado de la estación central de autobuses (Zentraler Omnibusbahnhof, ZOB por sus siglas en alemán), en el lugar en el que debía construirse la estación de metro Messe. Este tramo de túnel es utilizado ahora como almacén.

## Parque móvil

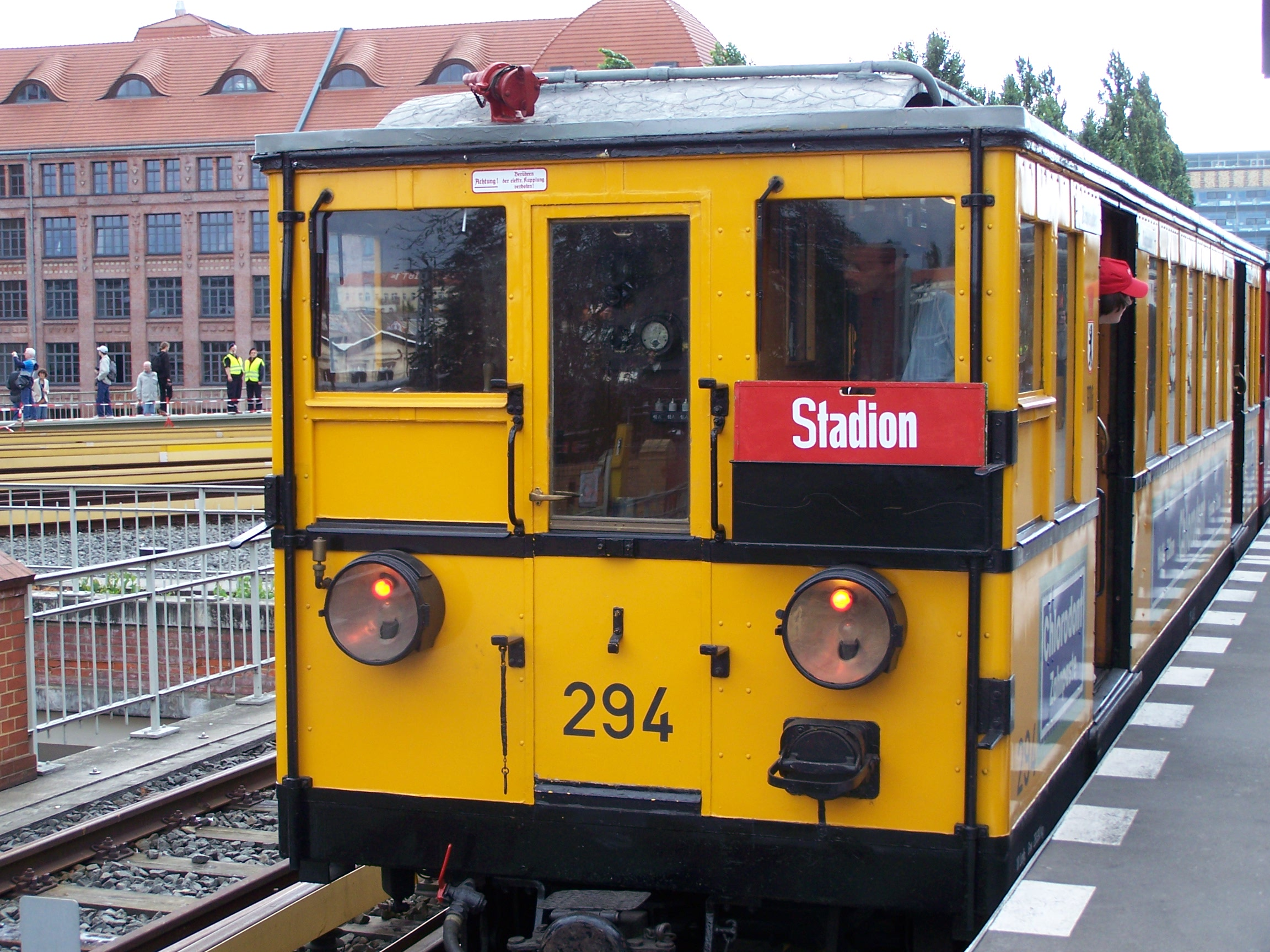
Tren de la serie AI(T4), de 1926, en viaje conmemorativo en el año 2007.

Dentro de la red de metro se diferencian las líneas de gálibo estrecho (U1, U2, U3, U4) y las de gálibo ancho (U5, U55, U6, U7, U8, U9). Las denominaciones de gálibo ancho y estrecho hacen referencia al tamaño de la caja del vehículo. Los coches de gálibo ancho tienen una anchura de 2,65 m y una altura de 3,40 m, mientras que en los de gálibo estrecho las medidas son 2,30 y 3,10 m, respectivamente.

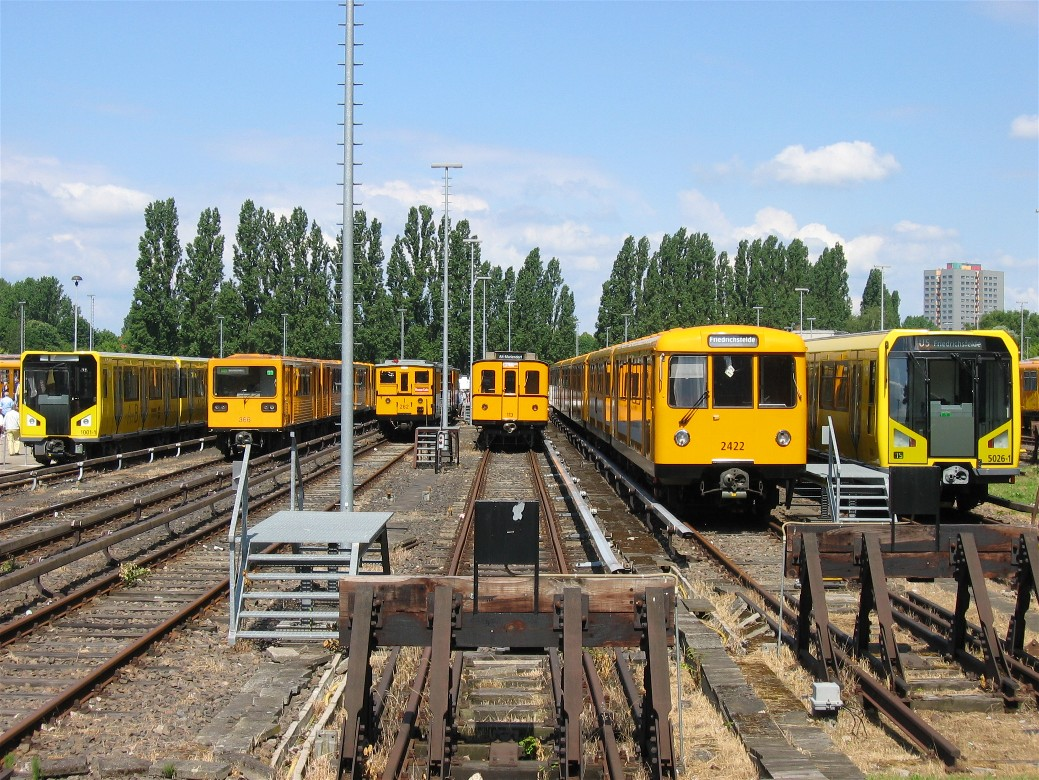
Coches de diferentes series en un apartadero.

Técnicamente, se trata de dos redes de ferrocarril diferenciadas. Ambas redes emplean el ancho de vía UIC (1.435 mm de anchura), aunque, a diferencia del ferrocarril de superficie, los rieles se disponen en vertical y las llantas (en estado original) tienen forma cilíndrica. El suministro eléctrico es de corriente continua, a una tensión de 750 voltios. Puesto que las redes de gálibo ancho y estrecho usan diferente configuración del tercer carril (en los convoyes de gálibo estrecho, el pantógrafo contacta con el tercer carril desde arriba; en los de gálibo ancho, desde abajo), en principio no existe la posibilidad de que los trenes de ambos gálibos circulen de manera indistinta por una misma red. Sin embargo, de 1923 a 1927 en la línea norte-sur (U6 en la actualidad) y desde 1945 a 1968 en la línea E (hoy U5) hubo circulación de convoyes de gálibo estrecho, cuyo pantógrafo fue adaptado para usarlo en líneas de gálibo ancho. A los vagones se les acoplaron tablones de madera en sus laterales con el fin de reducir el hueco existente entre el borde del tren y el andén; la apariencia general fue objeto de algún que otro comentario jocoso de los berlineses.
La polaridad del tercer carril también difiere entre las redes. En la de gálibo estrecho, el tercer carril es el polo positivo y la vía el negativo; en la red de gálibo ancho es a la inversa. No obstante, en Berlín-Este se llegó a emplear en el tramo Thälmannplatz/Otto-Grotewohl-Straße – Pankow, Vinetastraße (de gálibo estrecho) la misma polaridad que en la red de gálibo ancho, para facilitar el acceso a talleres. Tras la reunificación alemana, el consorcio de transportes BVG anuló esta excepción en la polaridad pese a sus ventajas técnicas (la corrosión de las piezas metálicas en los túneles resulta menor con la polaridad de las líneas de gálibo ancho).
Las series de trenes más recientes del metro de Berlín se denominan, respectivamente, H (en gálibo ancho) y HK (en gálibo estrecho). Por el contrario, los convoyes de gálibo ancho en uso más antiguos son los denominados F74, y en gálibo estrecho los de la serie A3L71.
Todas las unidades de trenes en servicio disponen de avisador de estaciones acústico, así como de indicadores acústicos y luminosos de cierre de puertas.
En todas las líneas se recibe la señal de un canal de televisión propio del metro, el Berliner Fenster. Se tardó tres años en equipar la casi totalidad de los 1.106 coches con monitores dobles; solo se dejaron de instalar en los trenes de las series de construcción A3E, A3L82, así como en algunos vagones de los tipos A3L71 y HK.

### Gálibo estrecho
| Series en la red de gálibo estrecho | Series en la red de gálibo estrecho | Series en la red de gálibo estrecho           |
| ----------------------------------- | ----------------------------------- | --------------------------------------------- |
| Serie                               | Año de construcción                 | Entregados / en servicio                      |
| AI                                  | 1901−04                             | 66 coches motor (Mc) + 38 coches remolque (R) |
| AI                                  | 1906−13                             | 160 Mc + 137 R                                |
| AI                                  | 1924−26                             | 135 Mc + 76 R                                 |
| AI S                                | 1910-12                             | 18 Mc (Schöneberg)                            |
| AII                                 | 1928/29                             | 96+10 Mc + 96 R                               |
| A3-60                               | 1960/61                             | 8 / 0, doble Mc                               |
| A3-64                               | 1964                                | 25 / 0                                        |
| A3-66 A3-64/66E                     | 1966; 2001−05                       | 21 / 0 - / 21 remozados                       |
| A3L66                               | 1966                                | 4 / 0, de construcción ligera (aluminio)      |
| A3L67                               | 1967/68                             | 45 / 41                                       |
| A3L71                               | 1972/73                             | 69 / 66                                       |
| A3L82                               | 1982/83                             | 8 / 8                                         |
| A3L92                               | 1993−95                             | 51 / 51, tracción por corriente trifásica     |
| G                                   | 1974                                | 4 / 0, doble Mc                               |
| GI                                  | 1978−83                             | 57 / 0, a Corea                               |
| GII                                 | 1983                                | 20 / 0, desde Atenas                          |
| GI/1                                | 1986−89                             | 52 / -                                        |
| GI/1E                               | 2005–07                             | 52 / 50, remozados                            |
| HK 2000                             | 2001                                | 4 / 4, dos unidades acopladas                 |
| HK 06                               | 2006−07                             | 20 / 20, dos unidades acopladas               |

Para la puesta en servicio del primer trayecto de metro en Berlín se encargaron dos vehículos de pruebas a la fábrica de vagones van der Zypen & Charlier, de Colonia. En 1908, el emperador Guillermo II viajaría en uno de estos vehículos, por lo que recibieron el sobrenombre de "coche imperial". En aquel momento ya se dispuso que el ancho de la caja del vehículo debía ser de 2,3 m, conforme al ancho imperante en los tranvías (que entonces constituían la referencia). La primera serie de vehículos, con carrocería de madera y denominada AI, se fabricó en 1901 en los talleres situados junto al puente Warschauer Brücke. Para la inauguración del ferrocarril metropolitano en 1902, el parque móvil estaba formado por 42 coches motor y 21 coches remolque. A diferencia de los dos vehículos de pruebas, estos contaban con asientos corridos, disposición que se ha mantenido en los vagones de gálibo estrecho hasta hoy. Las puertas debían ser cerradas a mano. Los vehículos alcanzaban en aquel momento una velocidad máxima de 50 km/h.
Los primeros coches motor servidos disponían de tres motores, aunque a partir de la segunda entrega ya contaban con cuatro, lo que permitía intercalar dos coches remolque. Desde 1906 hasta 1913 se sirvieron —con la entonces quinta entrega— vehículos que tenían dispositivos de mando y control mejorados, lo que permitió responder a la apremiante necesidad de formar convoyes de hasta ocho vagones.
Los convoyes de metro dispusieron hasta 1927 de departamentos de segunda y tercera clase (y de departamentos de fumadores hasta 1976).
En 1926 se recibió el traspaso de 18 coches motor del metro de Schöneberg, que hasta entonces había funcionado por separado, si bien desde el principio se contaba con que ambas redes de transporte acabarían interconectadas, por lo que las medidas de los vehículos eran similares. Estos coches motor poseían solo dos motores en lugar de cuatro, lo que condujo a que circulasen sin coches remolque. Algunos de ellos incluso fueron transformados en coches remolque en 1928.
Durante los años 1928 y 1929 se incorporó una nueva serie de gálibo estrecho, denominada AII. Su característica más llamativa era que solo tenían tres ventanas entre las dos puertas correderas de dos hojas. Además, a diferencia de sus predecesores de la serie AI (equipados con un enganche de tracción con topes de amortiguación), estaban ya dotados de enganches Scharfenberg automáticos, que permitían acoplar a la vez los sistemas de frenado y de dirección.

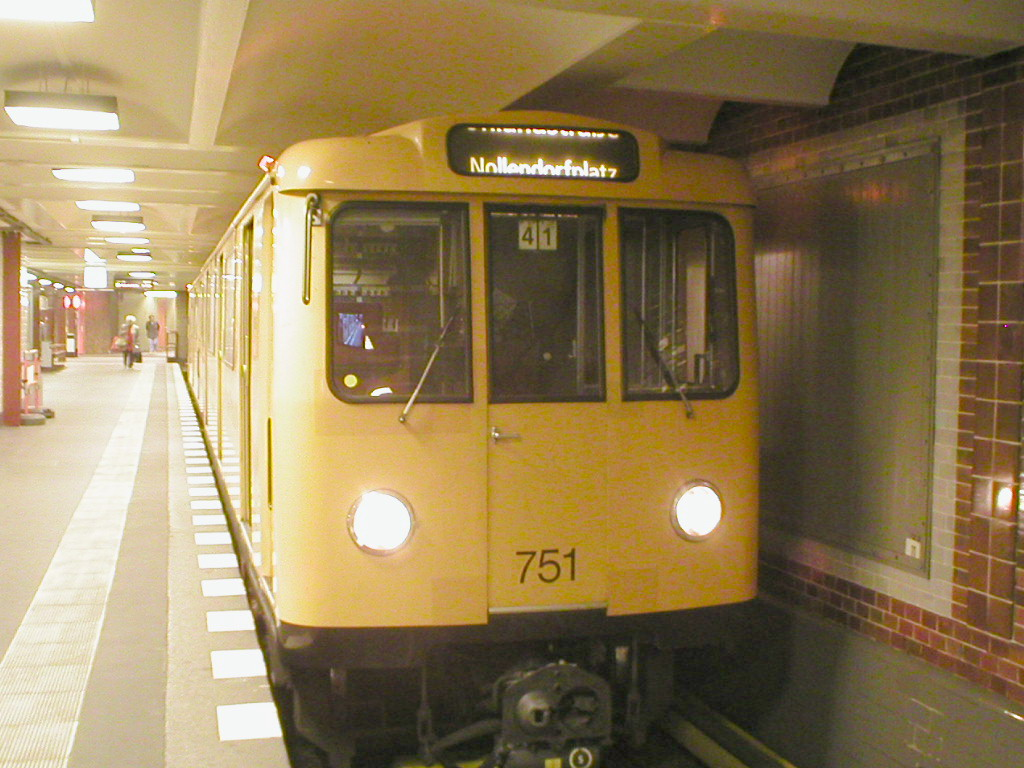
Tren de la serie A3L71

Tras la II Guerra Mundial resultaba urgente incorporar una nueva serie de trenes en sustitución de los anteriores, que habían padecido considerablemente los estragos de la guerra. Se desarrolló entonces el nuevo modelo A3, a imagen y semejanza de su “hermano mayor” D en gálibo ancho. Hubo tres entregas, en los años 1960/61, 1964 y 1966. Pero, al estar fabricados con acero, estos trenes requerían un mayor consumo de electricidad que sus antecesores. Ello condujo al diseño de la serie A3L, basada en la A3, aunque fabricada en aleación ligera. En ambas series se optó por una configuración de doble coche motor, sin coches remolque. En 1982 se incorporó una serie modificada en su sistema de tracción para el arranque, al ir equipada con un control chopper (también denominado seccionador de corriente continua o tiristor GTO). Ello permitió superar las notables pérdidas por resistencia en la aceleración del tren. Sin embargo, se conservaron los motores de corriente continua, dotados de colector y escobilla como piezas de desgaste. En esta serie, denominada A3L82, se prestó atención a que las unidades pudieran circular en composición con las anteriores unidades A3 y A3L.
Mientras que en Berlín Oeste se construyeron e incorporaron al servicio continuamente nuevos vehículos, en Berlín Este aún circulaban los trenes AI y AII de antes de la guerra. Hasta 1975 no se incorporaron cuatro prototipos de la nueva serie GI, de doble coche motor, al nuevo trayecto Thälmannplatz – Pankow. Estos trenes presentaban asientos corridos, al igual que los modelos más antiguos, y su velocidad máxima era de 70 km/h. Los trenes más cortos en circulación eran composiciones de doble coche motor (cuatro vagones en total), de los cuales solo uno de cada dos poseía un puesto de conducción. Se incorporaron un total de 114 vagones hasta 1982. Otros 24 fueron prestados a Grecia, para su puesta en servicio en una línea directa entre Atenas y El Pireo, retornando a Berlín entre 1984 y 1985. Los vehículos de ambas series, pese a que habían sido remozados parcialmente, acabaron siendo retirados de la circulación a partir de 1990. Se enviaron 120 unidades a Corea del Norte, donde se incorporaron a las líneas de metro en Pionyang.

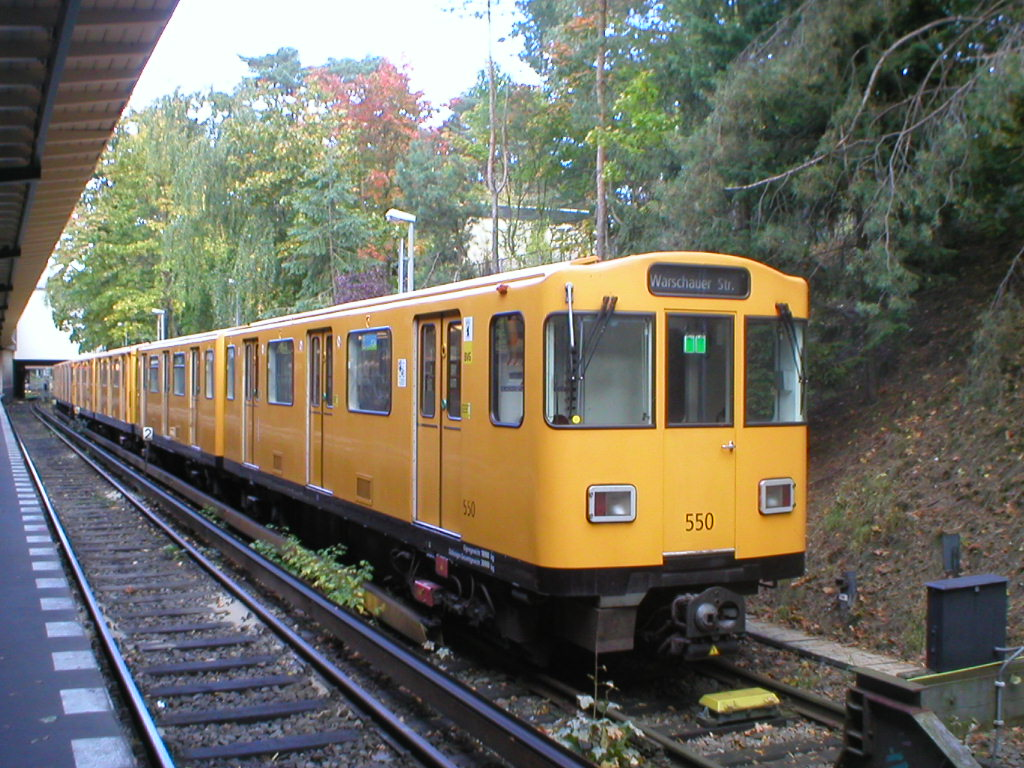
Tren de la serie A3L92

En 1988 el metro recibió otra partida de trenes GI, pero no podían circular acoplados con los anteriores a causa de la incompatibilidad en su equipamiento técnico. Debido a estas diferencias, la nueva serie recibió una denominación diferenciada: GI/1. Una peculiaridad de estos trenes era que disponían únicamente de dos puertas por lado en cada vagón, al igual que las series de gálibo estrecho de antes de la guerra, cuando todas las series que habían ido entrando en servicio después de la guerra llevaban tres puertas a cada lado. Se modernizaron y reconfiguraron 50 coches motores dobles entre 2005 y 2007. Entre otras mejoras, se les dotó de espacio para bicicletas, carritos de niños y equipajes. Los vehículos modernizados pasaron a denominarse GI/I E.

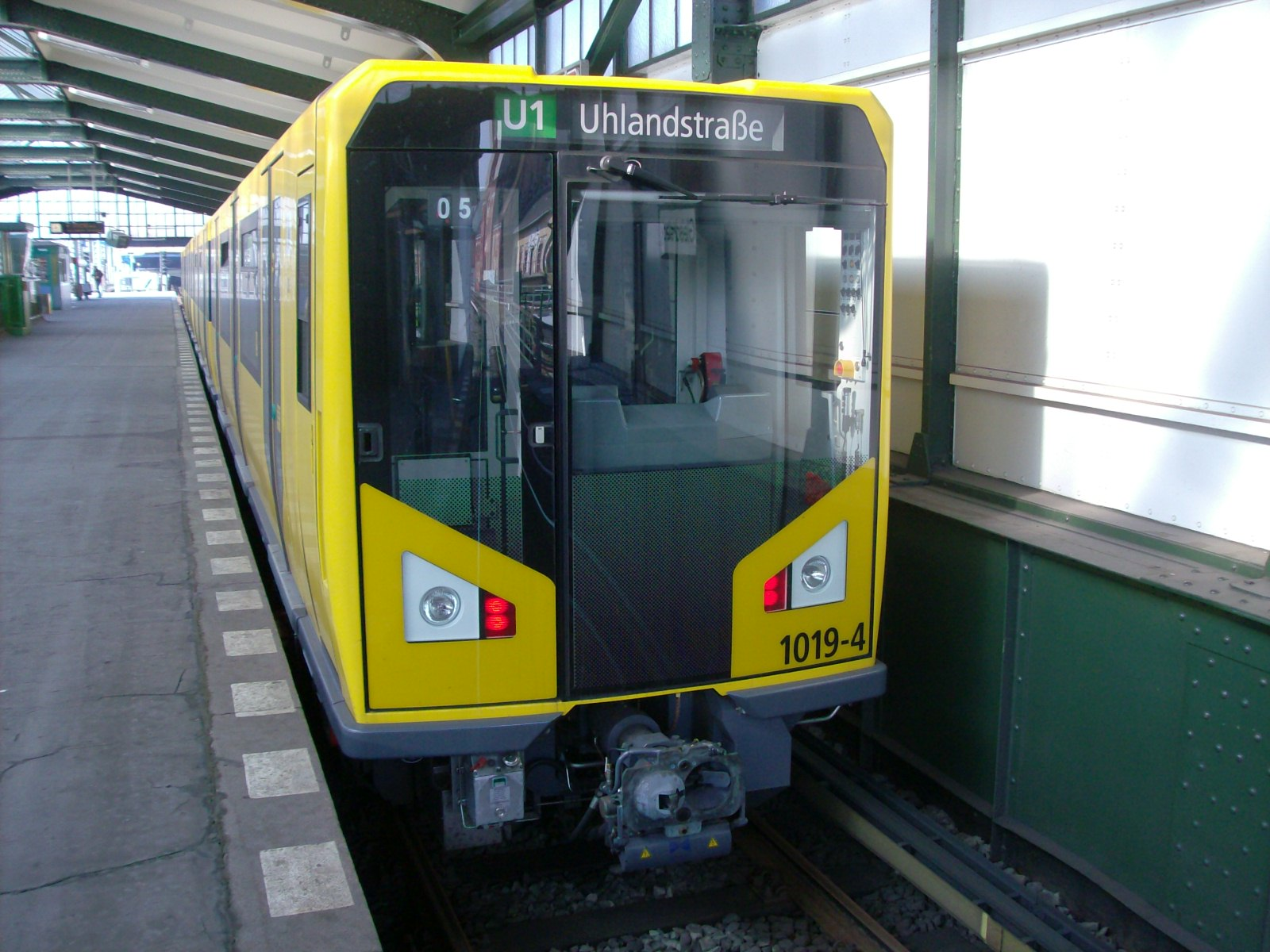
Vehículo de la serie HK, la más reciente.

Entre los años 1993 y 1995 se construyeron para BVG (ya reunificada, al igual que la ciudad) los últimos 56 coches motores dobles de la serie A3, con el fin de sustituir a los de las series GI y GII, tan propensos a sufrir averías. Estos coches se basaban en la serie A3L82, aunque a diferencia de aquellos, cuyo revestimiento interior en tono marrón oscuro imitaba a la madera, en los nuevos pasó a predominar el gris. Fue la primera serie de gálibo estrecho en disponer de motores asíncronos movidos por corriente trifásica. Estos vagones recibieron la denominación A3L92.
En el año 2000 se recibieron cuatro prototipos de dos unidades acopladas, inspirados en la serie H de gálibo ancho y cuya denominación de serie pasó a ser HK. Estos trenes, al contrario que su modelo homólogo de gálibo ancho, no poseen una configuración completamente continua, sino que están compuestos de dos unidades de cuatro vagones. A mediados de 2006 comenzó la entrega de 20 trenes de esta serie.
En la actualidad (2010) los únicos trenes que prestan servicio son los remozados de las series A3E y GI/1E (los segundos, de la RDA), así como las series de construcción ligera A3L y HK. Las unidades más antiguas fueron fabricadas en 1964; las más recientes, en 2008.

### Gálibo ancho
| Series en la red de gálibo ancho | Series en la red de gálibo ancho | Series en la red de gálibo ancho                                            |
| -------------------------------- | -------------------------------- | --------------------------------------------------------------------------- |
| Serie                            | Año de construcción              | Entregados / en servicio                                                    |
| AIK                              | 1923−27 1945–68                  | 24 Mc + 24 R procedentes de la serie de gálibo estrecho A-I                 |
| BI                               | 1924–28                          | 74 Mc + 111 R                                                               |
| BII                              | 1927−29                          | 20 Mc + 30 R                                                                |
| CI                               | 1926/27                          | 14 Mc + 13 R                                                                |
| CII                              | 1929                             | 114 Mc                                                                      |
| CIII                             | 1930                             | 30 Mc                                                                       |
| CIV                              | 1930/31                          | Prototipos de pruebas                                                       |
| D55                              | 1955/56                          | Prototipo de pruebas (en realidad, D57)                                     |
| D57                              | 1957/58                          | 56 / 2 dobles Mc (se conservan para viajes conmemorativos)                  |
| D60                              | 1960/61                          | 30 / 0, a Corea                                                             |
| D63                              | 1963/64                          | 36 / 0, a Corea                                                             |
| D65                              | 1965                             | 22 / 0, a Corea                                                             |
| DL65                             | 1965/66                          | 3 / 0, de construcción ligera (aluminio)                                    |
| DL68                             | 1968−70                          | 68 / 0                                                                      |
| DL70                             | 1970−73                          | 30 / 0                                                                      |
| EI                               | 1956/57                          | 2 / 0 Mc (prototipos)                                                       |
| EIII                             | 1962−90                          | 86 / 0 Mc + 86 / 0 R a partir de vagones de S-Bahn (cercanías)              |
| F74                              | 1973−75                          | 28 / 27, doble Mc                                                           |
| F76                              | 1976−77                          | 41 / 39                                                                     |
| F79                              | 1979−81                          | 37 / 35                                                                     |
| F79.3                            | 1980                             | 6 / 0 corriente trifásica                                                   |
| F84                              | 1984/85                          | 39 / 39 corriente trifásica; de ellos, 1 doble Mc de configuración continua |
| F87                              | 1987/88                          | 21 / 21                                                                     |
| F90                              | 1990/91                          | 30 / 30                                                                     |
| F92                              | 1992−94                          | 55 / 55                                                                     |
| H95                              | 1994/95                          | 2 / 2 trenes de configuración continua (de 6 coches)                        |
| H97                              | 1998/99                          | 24 / 24 trenes                                                              |
| H01                              | 2000−02                          | 20 / 20 trenes                                                              |

La línea de metro norte-sur fue inaugurada en 1923, con un recorrido que enlazaba los barrios de Wedding (estación Seestraße), Tempelhof y Neukölln (Grenzalee), a través de Kreuzberg (estación Mehringdamm), siendo la primera línea construida con una sección de túnel apta para gálibo ancho. Por ella podían circular vehículos de 2,65 m de anchura (35 cm más que los de gálibo estrecho), con pantógrafos que captaban la corriente desde la parte inferior del tercer carril.
El ayuntamiento de Berlín, como impulsor del nuevo metro norte-sur, había encargado a principios del siglo XX dos trenes a la fábrica Linke-Hofmann, de Breslavia (ciudad perteneciente hoy en día a Polonia, pero que en aquel tiempo estaba situada en territorio alemán y se llamaba Breslau), quien los sirvió en 1914, y pasaron a ser probados en la empresa Siemens. Gracias a estos coches de mayores dimensiones y capacidad para 111 pasajeros, el municipio confiaba en ahorrarse costes en la construcción de andenes: con trenes más cortos se podría transportar el mismo número de pasajeros. Ello devino después en un problema de capacidad que no pudo resolverse hasta bien entrada la segunda mitad del siglo XX, cuando se acometió una prolongación de andenes.
Otros dos prototipos se encargaron para la línea de metro que promovía AEG (actual U8) a la empresa van der Zypen & Charlier, en Colonia, quien los construyó en 1916 pero nunca llegaron a entrar en servicio. La dirección del servicio ferroviario berlinés empleó estas unidades para una línea del extrarradio, a partir de 1921.
Dado que Berlín, por medio de la Nord-Süd-Bahn AG (consorcio impulsor del metro norte-sur), no disponía aún de un parque de trenes de gálibo ancho en el momento de inaugurarse el primer trayecto, Hallesches Tor – Stettiner Bahnhof, cedió su gestión a la empresa privada Hochbahngesellschaft, quien introdujo en la línea trenes de gálibo estrecho con tablones de madera acoplados en sus laterales.

#### Serie B
Una vez superado el periodo de hiperinflación, se pudo proceder a encargar trenes de gálibo ancho. En 1924 llegaron 16 coches motores y 8 coches remolque. Estos coches, dotados de tres puertas correderas dobles, medían 13,15 m. La serie fue bautizada como BI.

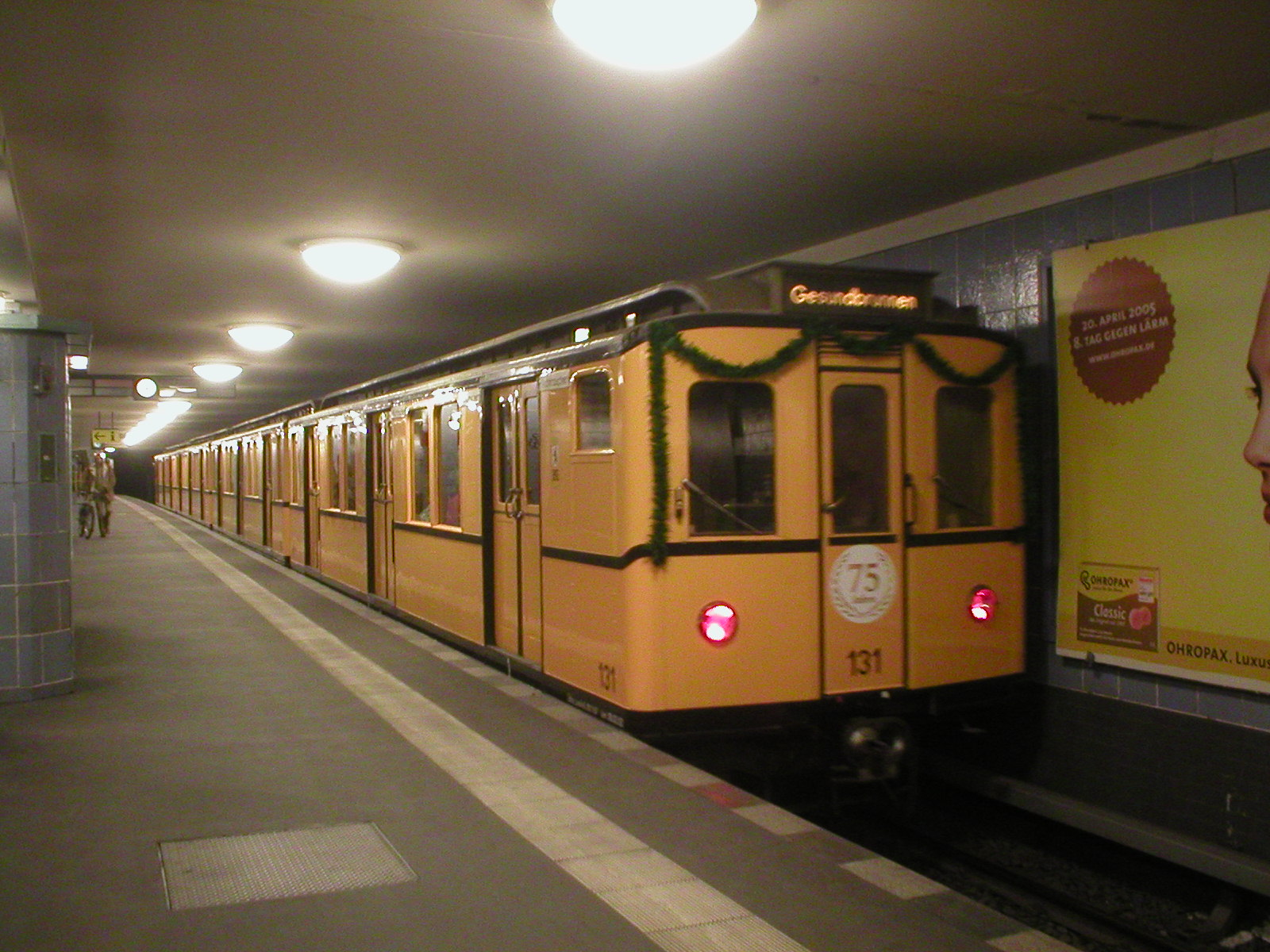
Tren de la serie BII, con motivo del 75 aniversario de la línea U8.

Entre 1927 y 1928, la línea recibió otros 20 coches motor y 30 coches remolque, que disponían de una modalidad de tracción mejorada. Por ello, recibieron un nombre de serie distinto: BII. Los últimos trenes de las series BI y BII fueron retirados de la circulación en el verano de 1969.

#### Vagón largo Serie C
Ya en 1926 se realizaron ensayos con los primeros coches de la serie CI, de 18 m de longitud. Tras ser probados a fondo se procedió a la fabricación en serie, con las denominaciones CII y CIII. Los trenes de ambas series, si bien idénticos en su apariencia exterior, presentaban notables diferencias en el equipamiento. Los trenes CII contaban con un control de relé; la serie CIII, en cambio, un control de contactores.
Los primeros vehículos de la serie CIV entraron en servicio en 1930. En su construcción se empleó por vez primera el aluminio, lo que permitía reducir el peso en un 12%. Al final de la II Guerra Mundial, las tropas soviéticas que habían ocupado Berlín confiscaron numerosos trenes de los modelos CII y, sobre todo, CIII, que fueron enviados a Moscú, en cuya red de metro estuvieron en servicio hasta 1966 (rebautizados allí como “serie B”).

#### Serie D en Berlín-Oeste
Tras la II Guerra Mundial la flota del metro de Berlín se encontraba en muy mal estado, lo que hacía necesario adquirir nuevos vehículos. A partir de 1957, BVG comenzó a recibir regularmente los vehículos de la nueva Serie D, aún construidos en acero. Estos trenes estuvieron funcionando en Berlín hasta 1999, pero aún hoy siguen en servicio 108 de ellos en el Metro de Pionyang, Corea del Norte.
En 1965 se desarrolló una versión más ligera, la Serie DL, cuya caja del vehículo estaba construida en aluminio, permitiendo reducir el peso en un 26%. En estos trenes, al igual que había sucedido antiguamente, se instalaron asientos corridos.
A finales de la década de 1980, BVB (consorcio de transportes de Berlín Este) necesitaba incorporar trenes para su nueva línea hasta Hönow, por lo que adquirió a BVG 98 trenes de esta serie, otorgándoles la denominación DI. En Berlín Este fueron pintados con los colores corporativos de su sistema de transportes, marfil y amarillo, y se les dotó de indicadores acústicos y luminosos de cierre de puertas (de los que carecían en BVG). Los últimos trenes de esta serie quedaron fuera de servicio entre finales de 2004 y principios de 2005. El último vehículo realizó su viaje de despedida el 27 de febrero de 2005. La agrupación de empleados del metro sigue conservando dos dobles Mc, que son empleados para viajes especiales conmemorativos.

#### Serie AI K y trenes remodelados E en Berlín Este
El estado del parque móvil en Berlín Este era realmente deplorable. Dado que los trenes de la serie C habían sido llevados a Moscú (ver arriba), no existían vehículos de gálibo ancho para la línea E. Por ello, se tuvo que volver a recurrir a vehículos de gálibo estrecho adaptados, con tablones de madera acoplados en sus laterales. Estos trenes recibieron las iniciales AI K como nombre de serie.

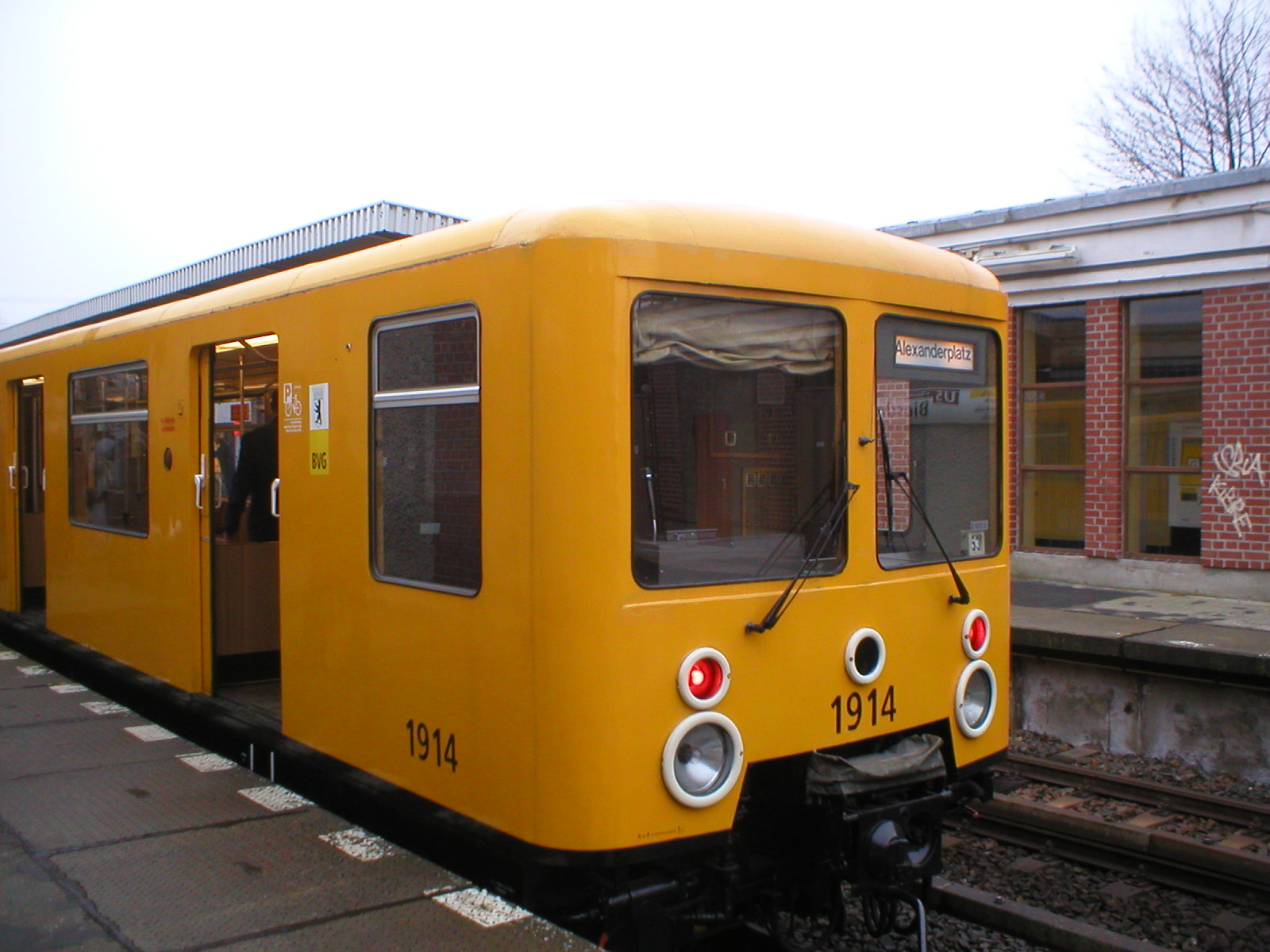
Vehículo de la serie EIII/5U, reconvertido a partir de una unidad de la S-Bahn berlinesa

Entre 1958 y 1962 rodaron en pruebas diversos prototipos (EI y EII), descartados por inconvenientes técnicos o por decisiones políticas.
Finalmente, los responsables del Ministerio de Transportes de la RDA tuvieron la idea de remodelar vagones de S-Bahn sin uso, como consecuencia del boicot a la S-Bahn en Berlín Oeste. Se comenzó con la reconversión durante el verano de 1962, a partir de unidades de cercanías de las series ET 168, ET 165 y ET 169. Una vez se habían entregado las dos primeras partidas de trenes, redenominados EIII para el metro, en 1968 pudieron retirarse de la línea E los vehículos de gálibo estrecho, para llevarlos de nuevo a la línea A, donde su necesidad resultaba acuciante a causa de la elevada demanda de viajeros en el tramo Schönhauser Allee – Alexanderplatz. Las unidades reconvertidas podían reconocerse por el ruido característico de sus motores de suspensión elástica y de su mando electroneumático, que denotaban claramente sus orígenes como trenes de S-Bahn.
Al ampliarse la línea E hasta las estaciones Tierpark (1973), Elsterwerdaer Platz (1988) y Hönow (1989), y pese a la incorporación de unidades de la serie D procedentes de Berlín Oeste, existía la necesidad de incorporar más vehículos del tipo EIII. Para ello se remodelaron más vehículos de cercanías, esta vez de las series 275 y 277. Los trenes EIII fueron retirados de la circulación ya en 1994, al no resultar rentables debido a sus obsoletas características técnicas. El metro de Berlín únicamente conserva en depósito una composición de cuatro coches de esta serie.

#### Serie Fen Berlín-Oeste

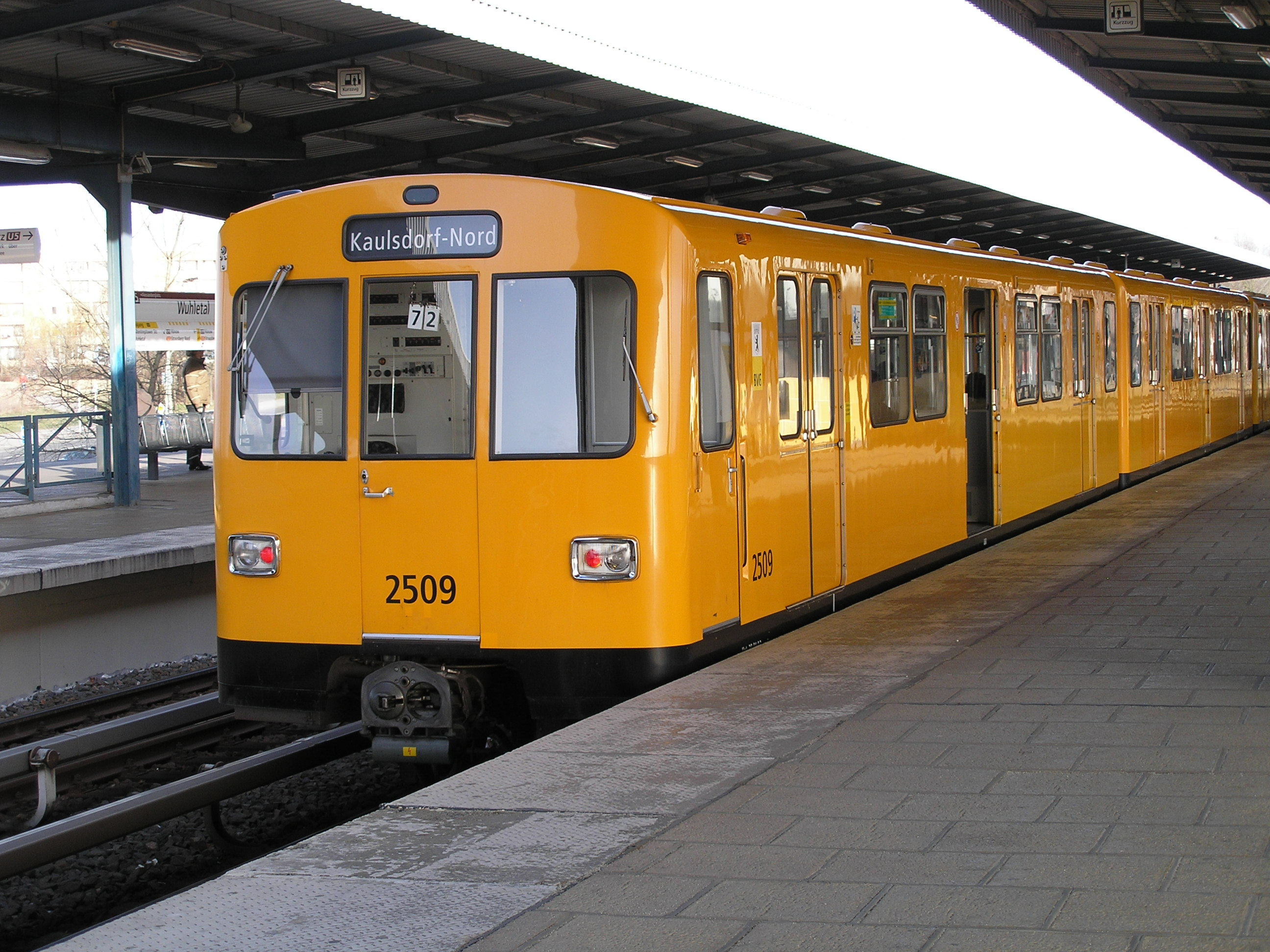
Unidad de la serie F74 en la línea U5

En Berlín Oeste, la siguiente serie tras los trenes D y DL fue la serie F, presentada en octubre de 1973. La característica especial de estos trenes era su patrón general de 2+2 asientos transversales, disposición que se logró alargando levemente la caja del vehículo (construida en aleación ligera) y reduciendo a la vez el grosor de sus paredes, de 13 a 7 cm. La primera serie de los nuevos trenes entró en servicio en 1974 (F74), y fue seguida de nuevas entregas en 1976 (F76) y 1979 (F79). En 1980 se probó por vez primera el nuevo sistema de tracción mediante corriente trifásica en doce coches motor dobles. Además, en los extremos junto a las cabinas de conducción volvieron a montarse asientos corridos, en lugar de transversales.
La tracción por corriente trifásica se viene empleando desde entonces en todos los vehículos nuevos. En las series F84 y F87 se introdujeron como novedades las puertas correderas giratorias y el color marrón oscuro en el revestimiento de las paredes interiores. A partir de 1990 se recibieron nuevas unidades, bajo la denominación F90 y F92, que solo incorporaban pequeñas diferencias: por ejemplo, mejoras en el automatismo de puertas (se cerraban mucho más silenciosamente). El color predominante en interiores pasó a ser el gris.

#### Tren de configuración continua, Serie H

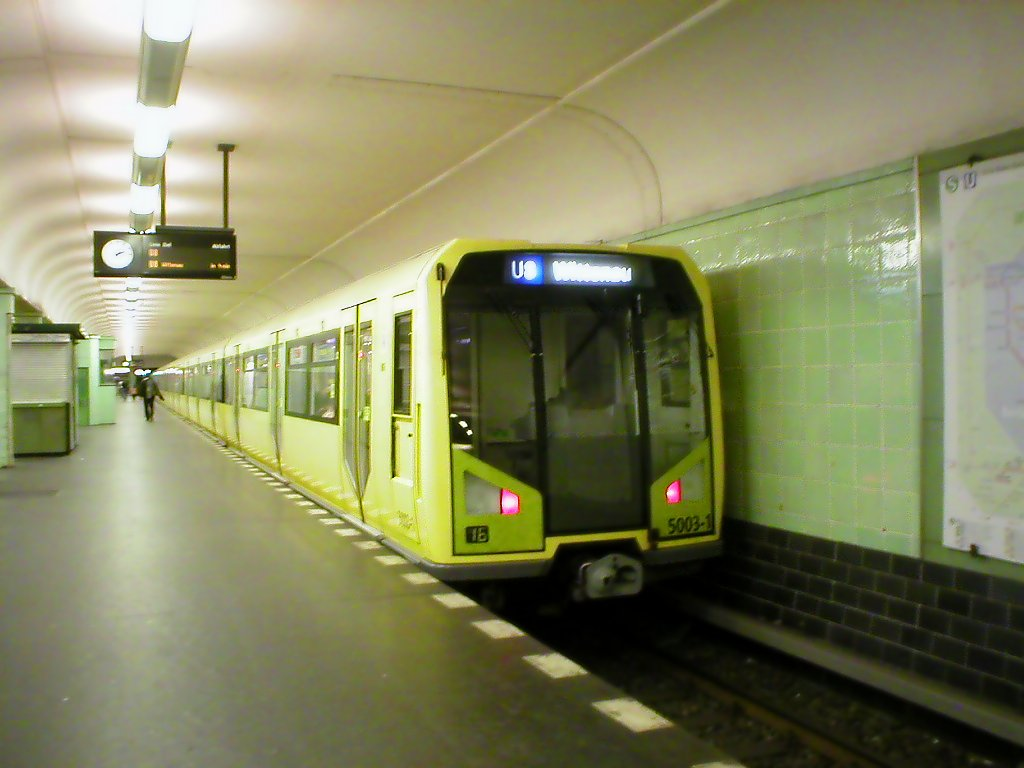
Tren de la serie H97, con vagones intercomunicados

A mitad de la década de 1990, BVG decidió encargar un diseño de tren completamente nuevo. La motivación principal era responder a las demandas de políticos y asociaciones de viajeros en pro de una mayor sensación de seguridad de los pasajeros del metro. Se acordó implantar un diseño que permitiese el libre paso de los viajeros y la visibilidad a lo largo de todo el tren. Esta serie, denominada “H”, sería dotada de asientos corridos (al estilo de las series antiguas). En 1995, BVG recibió los primeros prototipos (H95). Las siguientes series, producidas primero por Adtranz y después por Bombardier, llegarían en 1998 y 2000, con las denominaciones H97 y H01, respectivamente. Para los espacios interiores se emplearon tonos amarillos y blancos. La configuración continua implica que los vagones de un tren ya solo pueden ser separados en los talleres.
A partir de finales de 2004, los únicos trenes que circulan en la red de gálibo ancho son los de las series F y H.

## Infraestructuras del metro

### Talleres
En la actualidad (2010), el metro de Berlín posee un taller para el mantenimiento de su parque móvil de gálibo estrecho (Grunewald, colindante con la estación Olympia-Stadion) y tres talleres para gálibo ancho (Seestraße, al norte de la estación homónima, Friedrichsfelde, cerca de la estación Tierpark, y Britz-Süd, en la zona de Rudow), aunque en Seestraße también se efectúan algunos trabajos en los trenes de gálibo estrecho. Dentro de los mismos, se distingue entre talleres principales (Hauptwerkstatt) y talleres auxiliares (Betriebswerkstatt). En los talleres auxiliares (Grunewald, Friedrichsfelde y Britz-Süd) únicamente se llevan a cabo tareas de mantenimiento, como cambios de cristales o eliminación de grafitis. En cambio, en el taller principal de Seestraße se realizan las revisiones periódicas pertinentes. Solo en este taller existe la infraestructura precisa para levantar la caja del vehículo y separarla de los bogies.

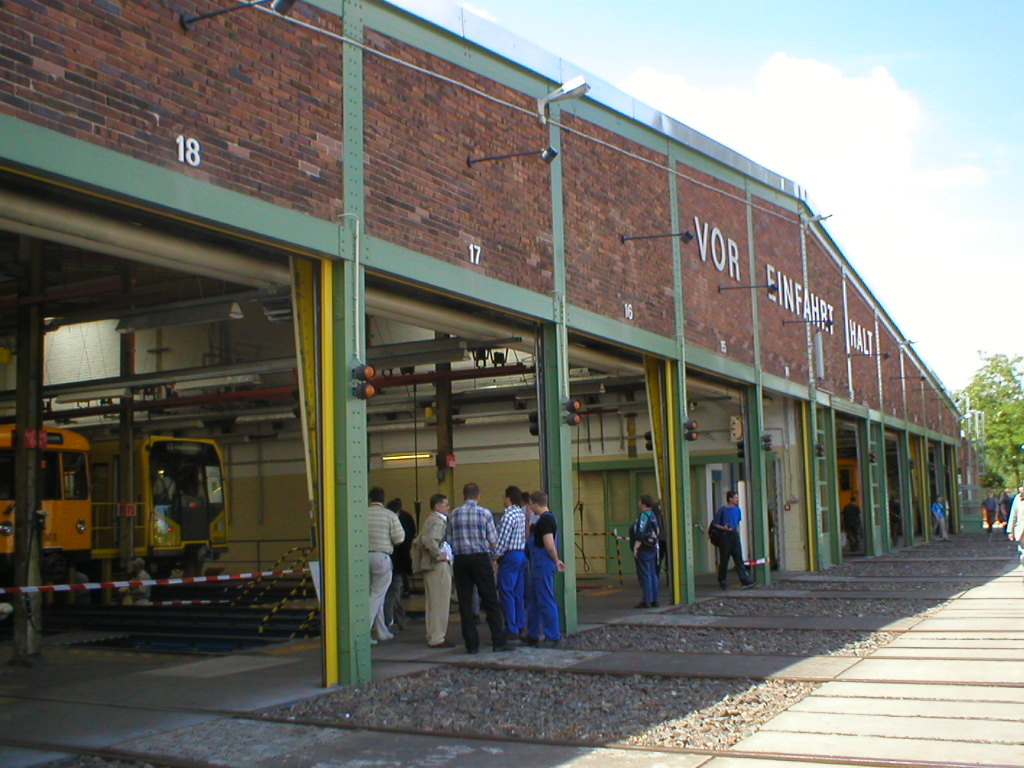
Nave II del taller auxiliar Friedrichsfelde

### Centros de control

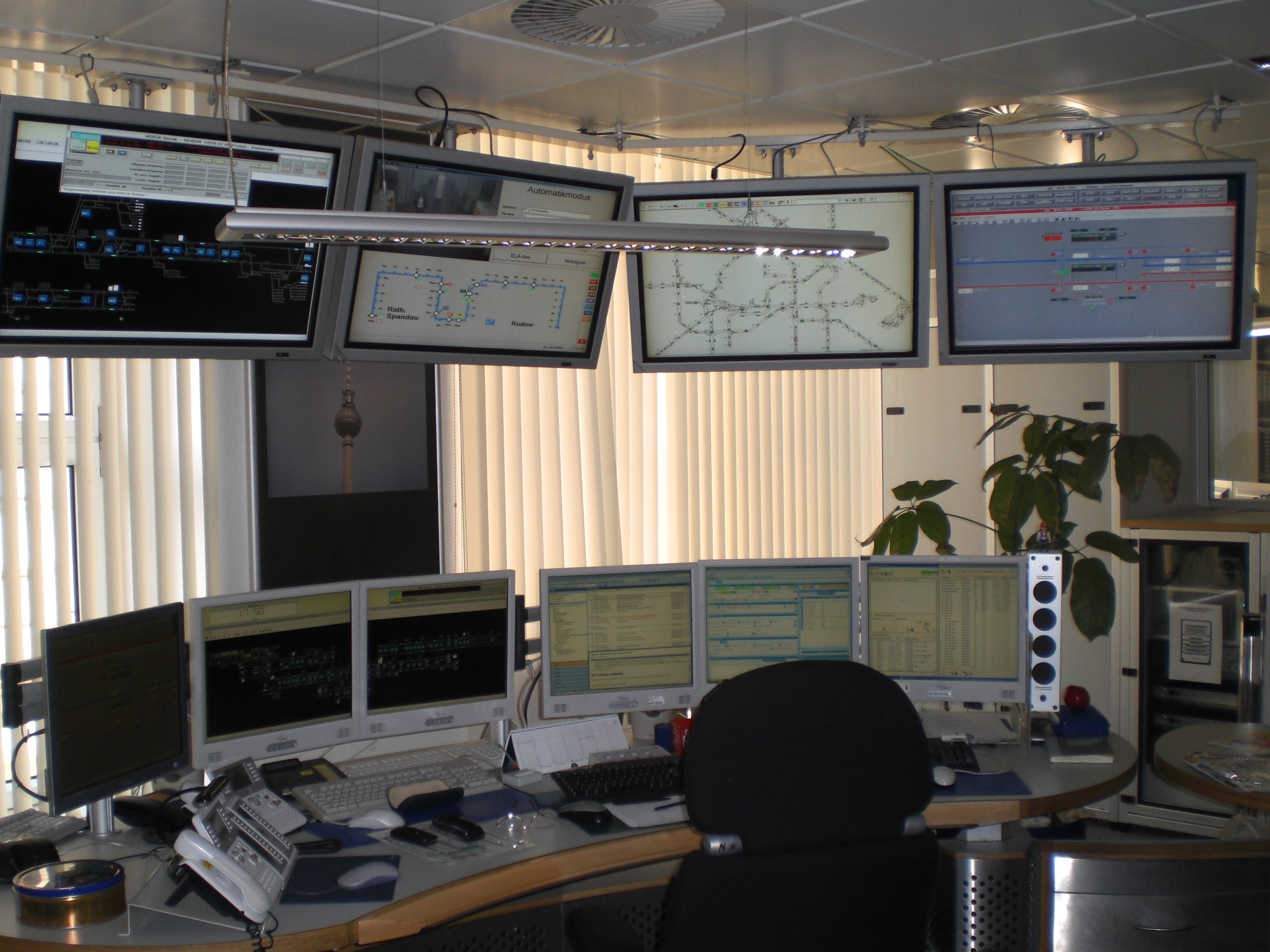
Puesto de trabajo en el centro de control, junto a la estación Kleistpark

El centro de dirección y control del metro de Berlín se encuentra en un edificio administrativo situado en la estación Kleistpark, alquilado por BVG. Desde allí, los controladores observan el tráfico ferroviario y gestionan las intervenciones cuando se producen incidencias. Para ello, se sirven del sistema informático de dirección, información y control (“LISI” por sus siglas en alemán).
Además, BVG dispone de tres centros de dirección e información al usuario en las estaciones Alexanderplatz, Kleistpark y Nollendorfplatz. Los empleados de BVG controlan desde allí mediante videocámaras en tiempo real lo que sucede en las estaciones. Asimismo, atienden las llamadas de los pasajeros desde las columnas de información y emergencias (implantadas en todas las estaciones desde que se suprimieron los agentes de circulación) y preparan los datos que se mostrarán en los teleindicadores para la información de destino situados en los andenes.
Existe además otro centro de control en la zona del Tempelhofer Ufer, cuyas competencias no solo atañen al metro. En este centro se coordinan las operaciones del personal de seguridad adscrito a BVG y se reciben las llamadas de emergencias efectuadas desde las columnas de información y emergencias ubicadas en las estaciones.
Para controlar y administrar el flujo de electricidad en toda la red, el metro dispone de otras instalaciones, que están situadas en un terreno de BVG junto a la estación Turmstraße.

## Accidentes
A lo largo de la historia del metro de Berlín se han producido muy pocos accidentes: en realidad está considerado como uno de los medios de transporte urbano más seguros.
El accidente más grave ocurrido hasta el momento sucedió el 26 de septiembre de 1908 en el entonces aún existente Gleisdreieck (triángulo de vías). Un maquinista no observó una señal de detenerse, lo que originó que dos trenes colisionaran en un cambio de agujas, precipitándose algunos vagones de uno de los trenes al vacío desde el viaducto. Hubo 18 muertos y 21 heridos graves. Como consecuencia, se remodeló esta estación (cuyo diseño ya había sido cuestionado con anterioridad), erigiéndose en su lugar una estación en forma de cruce a dos niveles. La estación sigue llamándose Gleisdreieck en la actualidad, y en ella confluyen las líneas U1 y U2.
Otro accidente muy grave aconteció el 30 de junio de 1965 en la línea G (actual U9). Un convoy había quedado detenido por avería en su sistema de frenado entre las estaciones de Zoologischer Garten y Hansaplatz. La circulación por este tramo de vía se controlaba desde la estación Zoologischer Garten, en cuyo enclavamiento un mecánico efectuaba en aquel momento tareas de mantenimiento. El mecánico se percató de que la señal de salida llevaba un tiempo indicando “parar”, cuando a su juicio debía de indicar “circular”. Por ello, tras varios intentos fallidos de conmutar la señal manualmente a “circular”, lo consiguió puenteando la conexión, algo estrictamente prohibido según las normas del servicio. El siguiente tren, que había estado esperando con la señal cerrada en la estación Zoologischer Garten, arrancó y acabó empotrándose en el convoy detenido, pese al intento de frenada de emergencia. En esta colisión por alcance falleció un pasajero y 97 resultaron heridos, parte de ellos graves.
En octubre de 1972 se incendiaron dos convoyes en las vías de maniobras de la línea A (actual U2), a la altura de la estación Alexanderplatz. Además de los trenes, resultó destruido un tramo de unos 200 metros de túnel. La sección de túnel reconstruida se puede diferenciar hoy a simple vista. Otro tren se incendió en 1987 en el túnel de conexión existente entre las estaciones Klosterstraße (U2) y Alexanderplatz (U5). En 1989, un tren en circulación alcanzó a otro que se encontraba detenido en la estación Spittelmarkt. Hubo 10 heridos y cuatro vagones resultaron siniestro total.
El 8 de julio de 2000 ardió el último vagón de un tren de la serie GI/I en la estación Deutsche Oper (U2) debido a un cortocircuito con arco voltaico, causado por los materiales defectuosos del pantógrafo. Concurrieron las circunstancias de que fue en el vagón situado al final de la estación y de que ésta solo disponía de una salida, por lo que los pasajeros tuvieron que recorrer el túnel hasta acceder a la siguiente salida de emergencia. Durante varias semanas, hasta el mes de septiembre, los trenes circularon sin detenerse en la estación dañada. Posteriormente, el embajador de Portugal entregó a BVG como regalo a la ciudad unos azulejos del artista José de Guimarães, diseñados ex profeso para esa estación, donde se instalaron en 2002.
A consecuencia de este accidente se decidió que todas las estaciones con una única salida debían ser dotadas de personal, hasta que en ellas se construyese una segunda salida. A tal fin, se procedió a construir segundas salidas en un buen número de estaciones a lo largo de los siguientes años, hasta 2008. No obstante, las asociaciones de viajeros siguen reclamando que también las estaciones de metro cuya salida se sitúa en el centro de los andenes sean dotadas de vías de evacuación. Ello, en vista de que existen numerosas estaciones de ese tipo, requeriría cuantiosas inversiones por parte de BVG y del estado federado de Berlín.
El accidente más reciente, con daños materiales considerables pero por suerte sin heridos, sucedió hacia el mediodía del 25 de marzo de 2003, cuando un convoy colisionó lateralmente contra otro en la estación Kurt-Schumacher-Platz. El accidente se originó porque un conductor se había saltado una señal cerrada, durante un periodo de circulación modificada a causa de obras en la línea U6. Los dos trenes quedaron totalmente inservibles para un uso posterior y las vías resultaron, asimismo, gravemente dañadas. El servicio normal no pudo retomarse hasta transcurridos dos días, ya que ese fue el tiempo (casi 48 horas) que se tardó en retirar la chatarra de ambos trenes, que sorprendentemente aún eran capaces de rodar.

## Películas, música y productos demerchandising

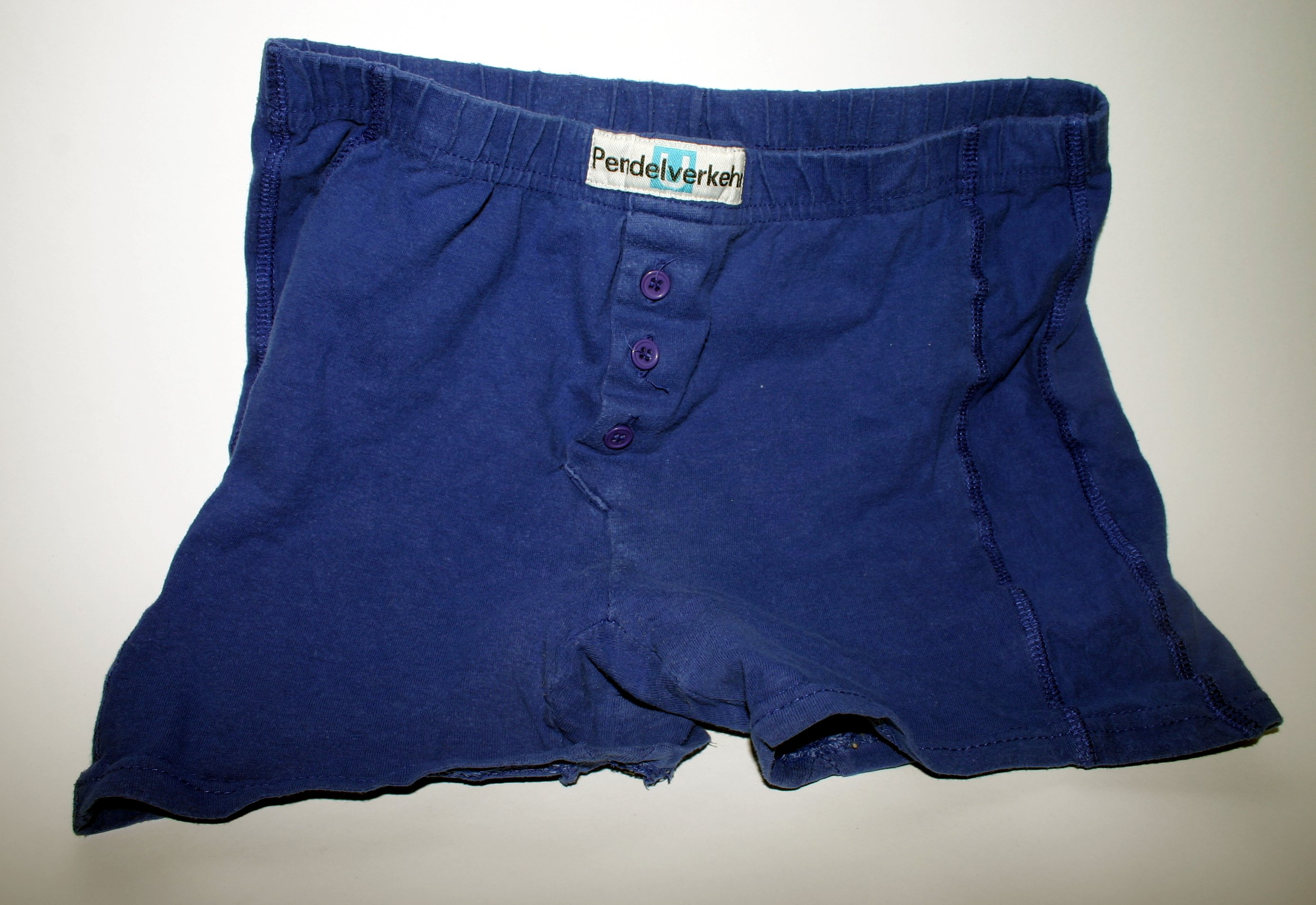
Bóxer de caballero con la inscripción “Pendelverkehr” (tráfico de ida y vuelta)

A lo largo de estos años, el metro de Berlín ha aparecido como escenario en muchas películas y en clips musicales de diferentes intérpretes. Ello se debe, sobre todo, al apoyo y a las escasas trabas burocráticas por parte de BVG.
Algunas películas filmadas en la ciudad y en las que el metro adopta un papel (como mínimo) secundario son, entre otras, Der tapfere Schulschwänzer (1967), Emil und die Detektive (2001), Otto – Der Liebesfilm (1992), Peng! Du bist tot (1987) y diferentes capítulos de la serie policiaca de televisión Tatort. En la estación de la línea U55 Reichstag, antes de su puesta en servicio, se rodaron escenas de las películas Resident Evil y Equilibrium. Ejemplos de otras películas en las que aparece el metro son Lola rennt (Corre, Lola, corre), The Bourne Supremacy (El mito de Bourne) y Flightplan (Plan de vuelo).
Por otra parte, desde 2001 tiene lugar en los días previos a la Berlinale (Festival Internacional de Cine de Berlín) el festival de cortos Going Underground. Durante su transcurso, los cortos son emitidos en los monitores de los vagones del metro. El ganador del festival es elegido por votación entre los viajeros.

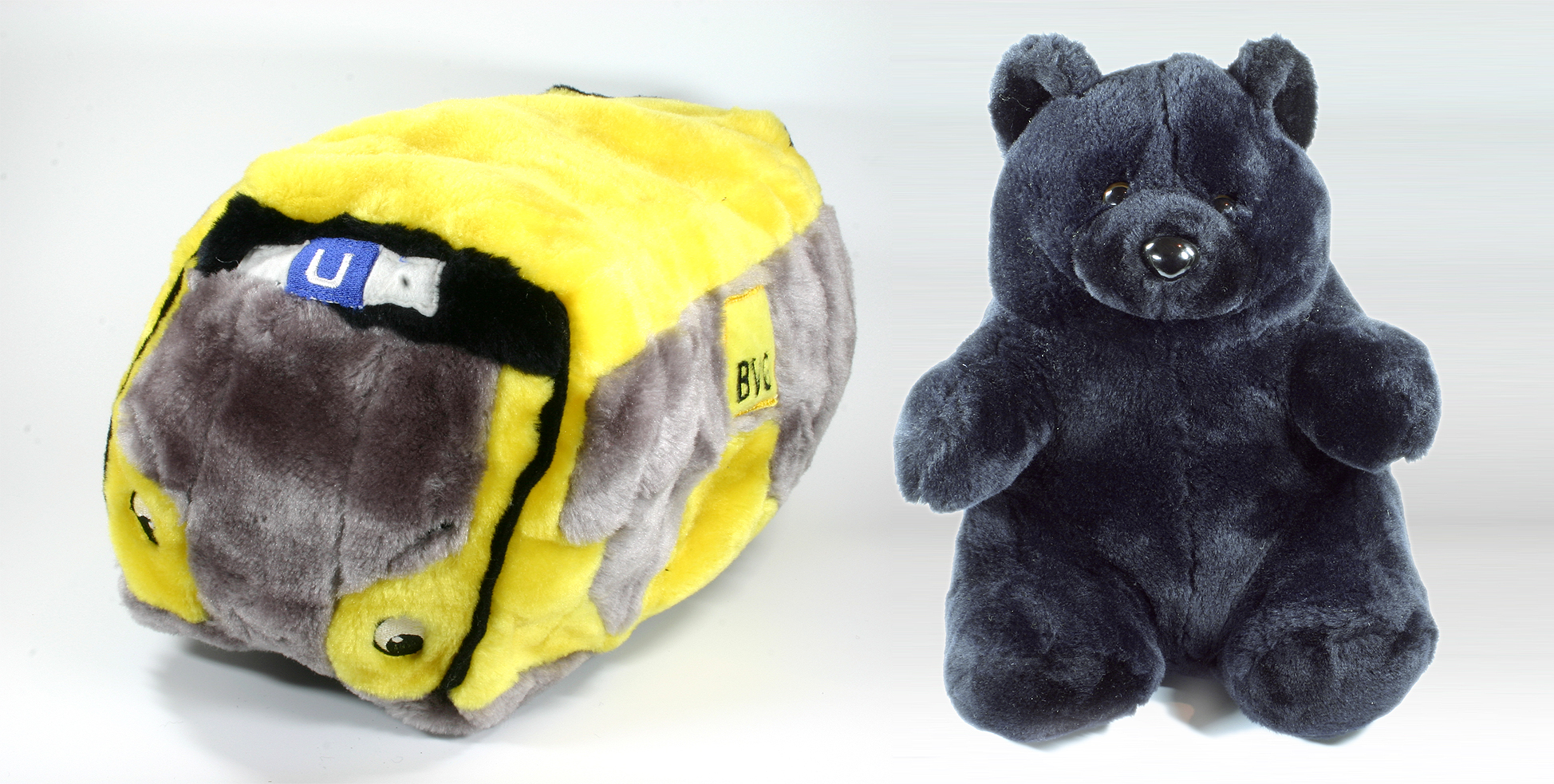
BVG comercializa también peluches en forma de vagón de metro, convertibles en osito

En cuanto a la música, diversos videoclips de bandas y solistas (la mayoría alemanes), como Sandy Mölling, Kate Ryan, Sido, Overground, Xavier Naidoo, Die Fantastischen Vier o Blank & Jones han sido grabados en las instalaciones y vehículos del metro. En la canción Dickes B, himno de la banda Seeed dedicado a Berlín, aparecen también distintas estaciones.
Además del merchandising más común de BVG, como tazas, camisetas o tarjetas postales, los creativos publicitarios tuvieron alguna idea menos convencional: ropa interior. Tangas femeninos en los colores blanco y negro, así como bóxers masculinos, y también slips (para ambos sexos) con nombres de estaciones de metro grabados en la tela, como Rohrdamm, Gleisdreieck, Onkel Toms Hütte, Krumme Lanke o Jungfernheide; muchos de esos nombres (cuyas traducciones son, a modo de ejemplo, “Triángulo de Vías” o “Cabaña del Tío Tom”) podían prestarse a interpretaciones para todos los gustos. Hubo una segunda línea de ropa, en azul, con motivo del centenario de BVG, con inscripciones como Nothammer (martillo de emergencia) o Pendelverkehr (tráfico de ida y vuelta). Estos objetos se convirtieron en un auténtico éxito de ventas en los quioscos de suvenires de BVG, pero fueron retirados del mercado en 2004; los motivos solo pueden ser intuidos.
Otro objeto a la venta son las barajas de cartas, en las que cada carta nombra, ilustra y explica los detalles de la historia de una estación.
Existe también un musical de teatro, de nombre Linie 1, cuya trama se desarrolla íntegramente en las estaciones y trenes del metro de Berlín. También ha sido llevado al cine.
Por último, la película Möbius 17, de Frank Esher Lämmer y Jo Preussler (ambos berlineses), cuenta la historia de un convoy de metro que, tras la apertura de un nuevo enlace transversal, queda atrapado en una cinta de Moebius y pasa a circular por un universo paralelo. Esta película es una nueva versión de la película argentina Moebius, ambientada en el Subte de Buenos Aires y a su vez versión de una producción alemana para TV del año 1991 (que se desarrollaba, precisamente, en el metro de Berlín).